# Nunavut
Nunavut (in der Silbenschrift der Inuit: ᓄᓇᕗᑦ, wörtlich „Unser Land“, eigentlich „Unser Heimatland“) ist ein Territorium im Norden Kanadas mit besonderen Rechten für die dort lebenden Inuit. Es grenzt im Westen an die Nordwest-Territorien, im Osten an Grönland und im Süden an die Provinzen Manitoba, Ontario und Québec. Hauptstadt ist Iqaluit (früherer Name: Frobisher Bay), gelegen auf der größten kanadischen Insel, der Baffininsel.

## Geografie

### Ausdehnung und Grenzen
Das Territorium Nunavut umfasst Teile des kanadischen Festlandes, die meisten der arktischen Inseln Kanadas und alle Inseln der Hudson Bay, der James Bay und der Ungava Bay, die vormals zu den Nordwest-Territorien gehörten. Dadurch reicht Nunavut mit kleineren territorialen Gebieten sehr weit nach Süden – die südlichste Insel Stag Island liegt auf
51°39′01″N geographischer Breite, damit sogar etwas südlicher als die deutsche Stadt Paderborn.
Nunavut erstreckt sich über rund zwei Millionen Quadratkilometer und bedeckt somit etwa ein Fünftel des Gebiets von Kanada. Auf dem Festland grenzt Nunavut im Süden an die Provinz Manitoba und im Westen an die Nordwest-Territorien. Am Vierländereck Four Corners grenzt das Territorium außerdem an die Provinz Saskatchewan. Auch die Hudson Bay ist südliches Grenzgebiet – zu den Provinzen Manitoba, Ontario und Québec.
Außerdem existiert eine Grenze zwischen Québec und Nunavut auf Diana Island. Im Nordwesten verläuft zudem eine Grenze zwischen Nunavut und den Nordwest-Territorien auf den vier Inseln Victoria Island, Melville Island, King Island und Borden Island. Im Süden, auf Killiniq Island an der Nordspitze der Labrador-Halbinsel, besitzt Nunavut außerdem eine Grenze von nur etwa zehn Kilometern Länge zur Provinz Neufundland und Labrador.
Im Osten der zu Nunavut zählenden Baffininsel, Devon-Insel und Ellesmere-Insel verläuft die kanadische Staatsgrenze gegenüber Grönland in der Davisstraße, der Baffin Bay und der Nares-Straße. In der Mitte der Straße befindet sich die unbewohnte Hans-Insel, die seit 2022 zwischen Kanada und Grönland aufgeteilt ist.
Größere Teile von Nunavut sind als Nationalparks ausgewiesen. Trekkingexpeditionen mit einheimischen Führern werden bei Parks Canada angemeldet.

### Geologie und Landschaftsgliederung
Für Nunavut spielt der geologische Aufbau eine bedeutende Rolle. Auf der Borden- und der Ellef-Ringnes-Insel ist eine schmale, vom Hinterland deutlich abgesetzte arktische Küstenebene ausgebildet.
An diese Ebene schließt sich unter Ausdehnung nach Südosten über den nordkanadischen Archipel (vor allem Victoria-Insel, Prince-of-Wales-Insel, Somerset Island und den Nordwestteil der Baffin-Insel) das Arktische Tiefland an, das nach Süden durch den Kanadischen Schild begrenzt wird. Dieses Arktische Tiefland wird von flachem Sedimentgestein aus dem älteren Paläozoikum beherrscht. Es ist verhältnismäßig eben und senkt sich von rund 700 Metern ü. M. im Norden auf etwa 100 Meter ü. M. im Süden ab.

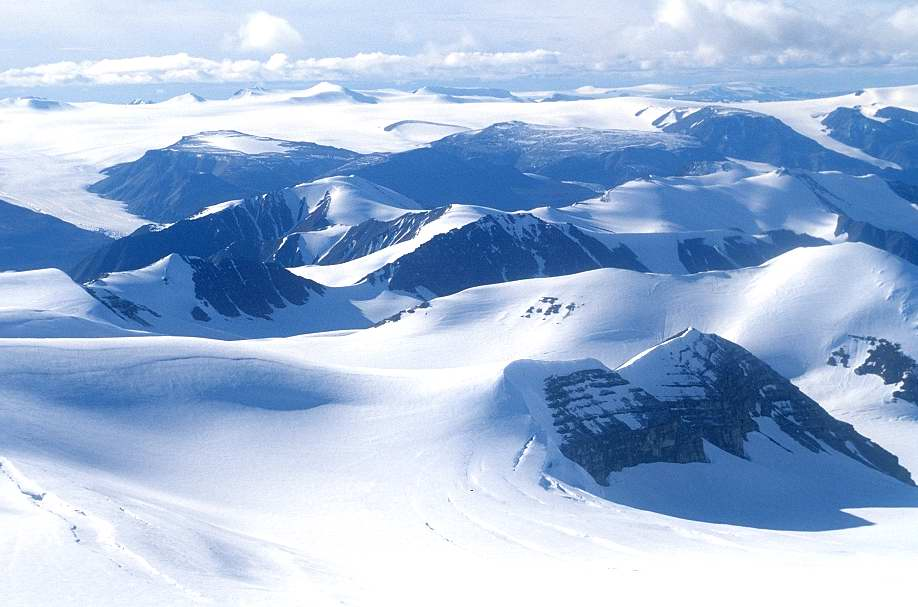
Nunatakker der Osborn Range auf der Ellesmere-Insel

Im Westen steigen auf Victoria Island die vulkanisch bestimmten Shaler Mountains wieder auf etwa 700 Meter an. Im Nordosten, wo sich die Küstenebene nicht mehr fortsetzt, erhebt sich die Gebirgsregion der Innuitians; sie erstreckt sich über alle Inseln nördlich des Parry Channels oder der Nordwestpassage. Die Innuitians, durch Faltung im Paläozoikum entstanden und auf mehr als 1000 Meter ü. d. M. ansteigend, bilden mit den Königin-Elisabeth-Inseln, also mit der Ellesmere-Insel, den Parry-Inseln und den Sverdrup-Inseln, den Nordabschluss zum Arktischen Ozean. Höchste Erhebung ist der Barbeau Peak im Nordteil der Ellesmere-Insel mit 2616 Metern. Die einzelnen Bergspitzen ragen nackt aus den dortigen weiten Eisfeldern als Nunatakker („Landspitze“) in die Höhe.
Ganz allgemein bezeichnet man das Gebiet nördlich des Polarkreises, im Wesentlichen also den dem Festland nördlich vorgelagerten Archipel, als „Hohe Arktis“.

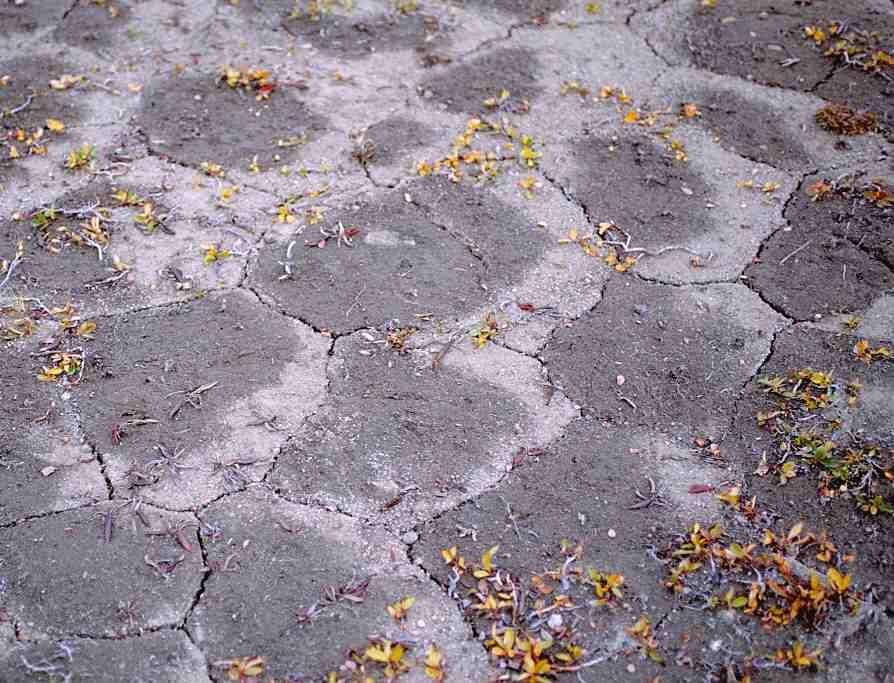
Polygon (Geodetic Hills auf der Axel-Heiberg-Insel)

Die arktische Landschaft ist geologisch noch sehr jung. Vor rund 20.000 Jahren, während des Pleistozäns, hatte der Norden Kanadas ein Vereisungsmaximum erreicht und war bis auf wenige eisfreie Rückzugsgebiete noch ganz mit Gletschern bedeckt. Mit dem Ende der letzten Eiszeit (etwa 8000 v. Chr.) ging das Eis langsam zurück; die Nordregionen wurden mithin erst vor wenigen Jahrtausenden, teilweise sogar erst vor einigen Jahrhunderten weitgehend eisfrei. Dies ist neben den ohnehin rauen Wachstumsbedingungen der wesentliche Grund für die Artenarmut der dortigen Flora.
Infolge des wechselnden Auftauens und Gefrierens der Bodenoberfläche entstehen durch lockeres Steinmaterial besondere Frostmuster unterschiedlichster Ausformung, zum Beispiel die sog. Polygone. Andere Formen bilden sich durch das Hochpressen von Wasser, vor allem Erdhügel mit Eiskernen; zu den merkwürdigsten Formen dieser Art zählen die auf vielen hocharktischen Inseln vorkommenden Pingos, deren kegelförmige Hügel auf über 50 Meter Höhe und 300 Meter Durchmesser anwachsen können.

### Klimatische Verhältnisse

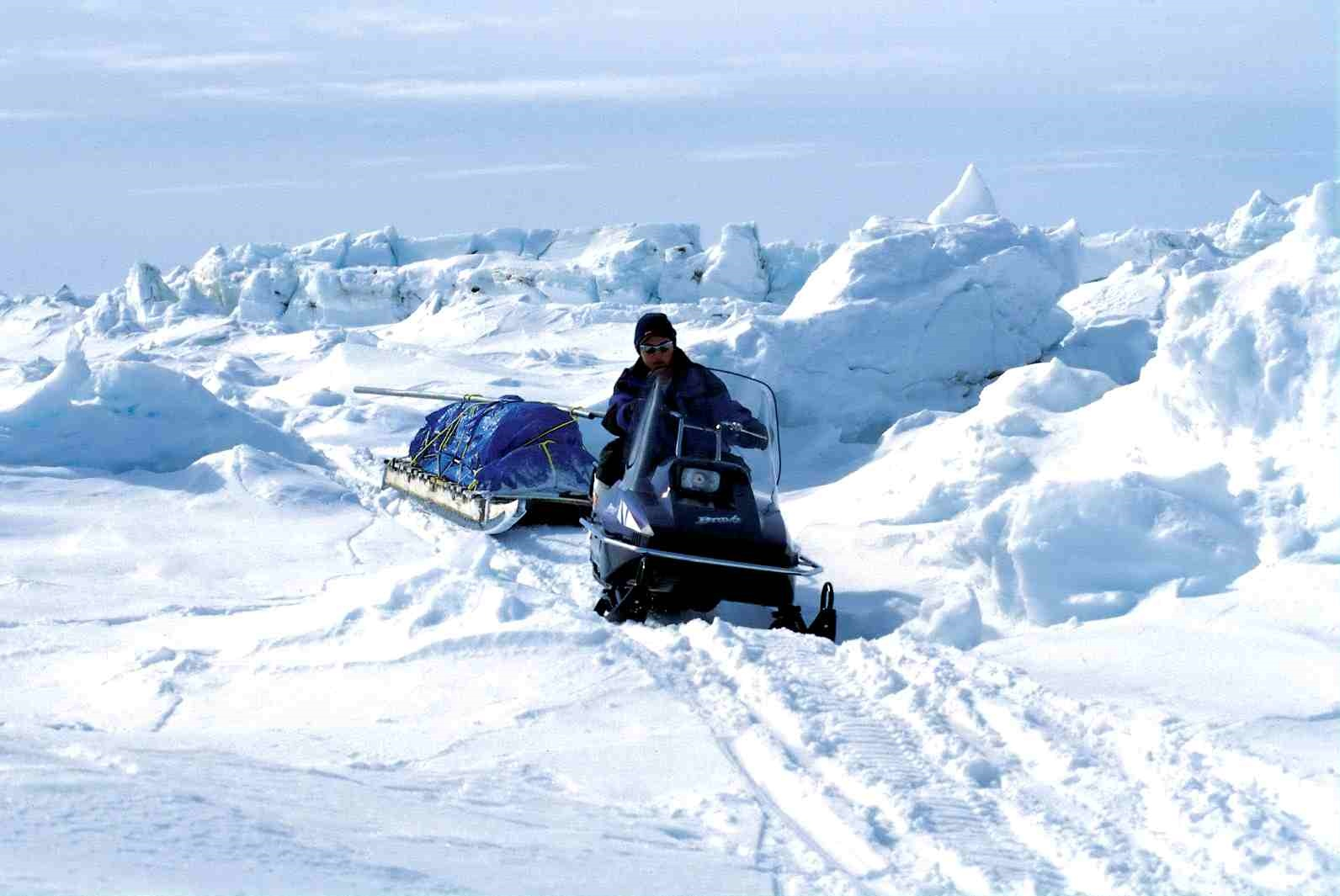
Winterreise mit Schneemobil und Qamutik (Inuit-Schlitten)

Die Niederschlagsmengen sind außerordentlich gering. In der Hohen Arktis, also nördlich des Polarkreises, fallen im Jahr nur 200 mm oder weniger Niederschlag, weshalb man diese Region als „Polarwüste“ bezeichnet. In den übrigen Teilen Nunavuts und der Nordwest-Territorien werden 400 mm kaum überschritten, nur die Gegend um Iqaluit auf der Baffin-Insel erreicht 600 mm im Jahr. In der Region Kivalliq werden im Winter gegen 75 cm, in Teilen der Baffin-Insel jedoch bis zu 200 cm Schneehöhe gemessen.
Trotz der geringen Niederschlagsmengen befinden sich auf dem Gebiet von Nunavut und der Nordwest-Territorien rund neun Prozent der Süßwasservorräte der Erde.
Während der langen Polarnacht bilden sich in der arktischen Region extrem niedrige Temperaturen aus, nicht selten um −50 °C. Die durchschnittlichen Januartemperaturen liegen in Nunavut und den Nordwest-Territorien unter −20 °C.
In der Übergangszeit von April bis Mitte Juni nimmt zwar die Sonneneinstrahlung zu, jedoch werden bis zu 80 % der Strahlen vom Schnee reflektiert und gehen der Umsetzung in Wärme verloren (Effekt der Albedo). Erst nach der Schneeschmelze oder der Kälteverdunstung des Schnees erhöht sich die Wärmeaufnahmefähigkeit des Bodens; in der kurzen Sommerperiode von Mitte Juni bis August erreichen so die Bodentemperaturen den positiven Bereich. Durchschnittliche Julitemperaturen von +10 °C werden allerdings nur im Südteil Nunavuts und der Nordwest-Territorien überschritten.
Zu den tiefen Temperaturen kommen häufig starke Winde hinzu. Dadurch wird die Körperwärme bei Mensch und Tier viel rascher abgeleitet. Man bezeichnet diese durch Wind verursachte, einer viel tieferen als der gemessenen Temperatur entsprechende Kältewirkung als Windchill: −12 °C und eine Windgeschwindigkeit von 40 km/h wirken sich beispielsweise wie eine Temperatur von −34 °C aus und können daher zu schweren Erfrierungen führen. Allgemein wird der Windchillfaktor mit Hilfe von Erfahrungswert-Tabellen ermittelt. Während acht Monaten im Jahr herrscht in der Arktis Kaltluft aus dem Nordmeer vor, doch ist auch in den übrigen Monaten überall mit plötzlichem Temperatursturz und zusätzlich auftretenden auskühlenden Winden zu rechnen.
|                       | Jan | Feb | Mär | Apr | Mai | Jun | Jul | Aug | Sep | Okt | Nov | Dez |   |       |
| Mittl. Tagesmax. (°C) | −30 | −29 | −23 | −18 | −9  | 1   | 6   | 3   | −8  | −16 | −23 | −27 | ⌀ | −14,3 |
| Mittl. Tagesmin. (°C) | −38 | −38 | −32 | −26 | −14 | −3  | 1   | −2  | −14 | −23 | −30 | −34 | ⌀ | −21   |
|                       |     |     |     |     |     |     |     |     |     |     |     |     |   |       |
| Sonnenstunden (h/d)   | 0   | 0   | 2   | 11  | 14  | 14  | 11  | 9   | 5   | 1   | 0   | 0   | ⌀ | 5,6   |
|                       |     |     |     |     |     |     |     |     |     |     |     |     |   |       |
| Regentage (d)         | 3   | 2   | 2   | 3   | 3   | 4   | 5   | 7   | 7   | 4   | 2   | 2   | Σ | 44    |
|                       |     |     |     |     |     |     |     |     |     |     |     |     |   |       |
| Wassertemperatur (°C) | 0   | 0   | 0   | 0   | 0   | 0   | 0   | 0   | 0   | 0   | 0   | 0   | ⌀ | 0     |

| −38 |

| −38 |

| −32 |

| −26 |

| −14 |

| −3 |

| 1 |

| −2 |

| −14 |

| −23 |

| −30 |

| −34 |

| −38 |

| −38 |

| −32 |

| −26 |

| −14 |

| −3 |

| 1 |

| −2 |

| −14 |

| −23 |

| −30 |

| −34 |

|                       | Jan | Feb | Mär | Apr | Mai | Jun | Jul | Aug | Sep | Okt | Nov | Dez |   |       |
| Mittl. Tagesmax. (°C) | −23 | −22 | −18 | −10 | 0   | 7   | 12  | 10  | 5   | −2  | −10 | −18 | ⌀ | −5,7  |
| Mittl. Tagesmin. (°C) | −30 | −31 | −28 | −20 | −8  | −1  | 4   | 3   | −1  | −8  | −18 | −27 | ⌀ | −13,7 |
|                       |     |     |     |     |     |     |     |     |     |     |     |     |   |       |
| Sonnenstunden (h/d)   | 1   | 4   | 6   | 6   | 8   | 8   | 7   | 6   | 4   | 3   | 2   | 1   | ⌀ | 4,7   |
|                       |     |     |     |     |     |     |     |     |     |     |     |     |   |       |
| Regentage (d)         | 6   | 5   | 5   | 6   | 6   | 7   | 9   | 10  | 9   | 8   | 7   | 6   | Σ | 84    |
|                       |     |     |     |     |     |     |     |     |     |     |     |     |   |       |
| Wassertemperatur (°C) | 0   | 0   | 0   | 0   | 0   | 0   | 2   | 3   | 2   | 0   | 0   | 0   | ⌀ | 0,6   |

| −30 |

| −31 |

| −28 |

| −20 |

| −8 |

| −1 |

| 4 |

| 3 |

| −1 |

| −8 |

| −18 |

| −27 |

| −30 |

| −31 |

| −28 |

| −20 |

| −8 |

| −1 |

| 4 |

| 3 |

| −1 |

| −8 |

| −18 |

| −27 |

### Permafrost
Ein Faktor, der Einfluss auf die gesamte Infrastruktur der Arktisregion ausübt, ist der Permafrost, eine der bemerkenswertesten Folgen des arktischen Klimas. Man versteht darunter das ständige Gefrorensein des Bodens, „permanently frozen ground“, wobei zwischen diskontinuierlichem (sich allmählich auflösendem) und kontinuierlichem Permafrost unterschieden wird (als dritte Art wird noch sporadischer Permafrost beobachtet). Kontinuierlicher Permafrost ist in Kanada auf etwa drei Millionen Quadratkilometern, diskontinuierlicher Permafrost auf etwas über einer Million Quadratkilometern ausgebreitet. Seinen Ursprung hat der Permafrost noch in der letzten Eiszeit; er besteht also seit mehr als 10.000 Jahren. Der gefrorene Untergrund reicht zum Beispiel auf der Melville-Insel bis in eine Tiefe von mehr als 500 Metern. Geringe, weil tangentiale, Sonneneinstrahlung in den Sommermonaten und extreme Wintertemperaturen bei wenig Schnee lassen den Boden während der kurzen sommerlichen Erwärmungsphase nur oberflächlich auftauen; die Auftautiefe beträgt vielerorts allenfalls 50 Zentimeter oder ein wenig mehr. Permafrost wirkt sich infolgedessen sowohl auf die Struktur von Wohnsiedlungen und deren Ver- und Entsorgung als auch auf den wirtschaftlich wichtigen Bergbau und nicht zuletzt auf die Verkehrsmöglichkeiten aus.
Die südlichen Grenzen des zusammenhängenden Permafrosts und des als arktische Klimazone bezeichneten Bereichs, also des Gebiets baumloser Tundra, sind weitgehend deckungsgleich. Sie verlaufen von Nordwesten (nahe der Nordpolarmeerküste) quer durch die heutigen Nordwest-Territorien nach Südosten zur Südküste der Hudson Bay und von dort nach Nordosten zum Atlantik (nahe der Südküste der Baffin-Insel). Nunavut ist demzufolge nahezu ausschließlich von Tundra bedeckt. Nur im Südwesten an der Grenze zu den Nordwest-Territorien befindet sich eine kleinere boreale Zone (Taiga).

### Fauna

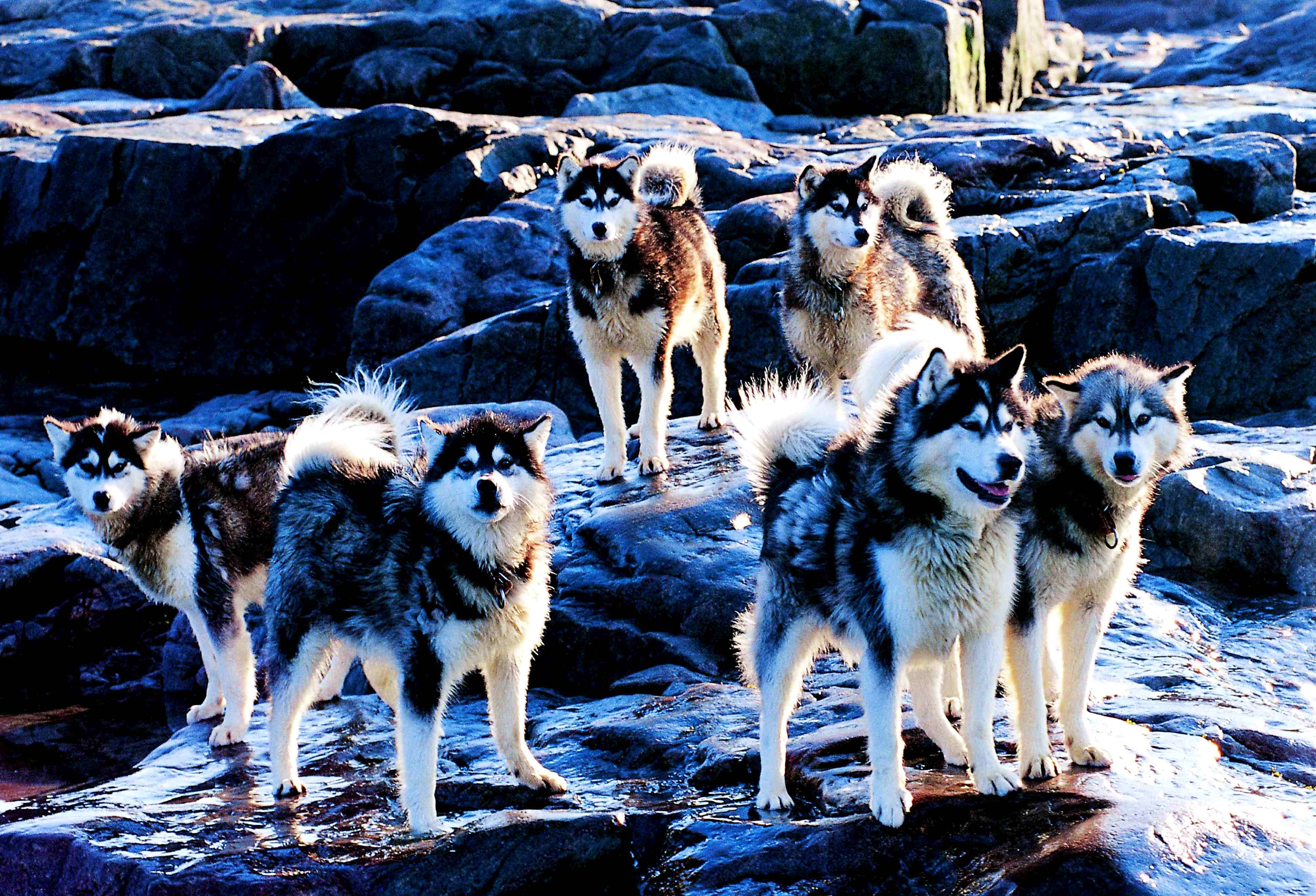
Husky (Canadian Inuit Dog, Inuithund), „Tier des Territoriums Nunavut“

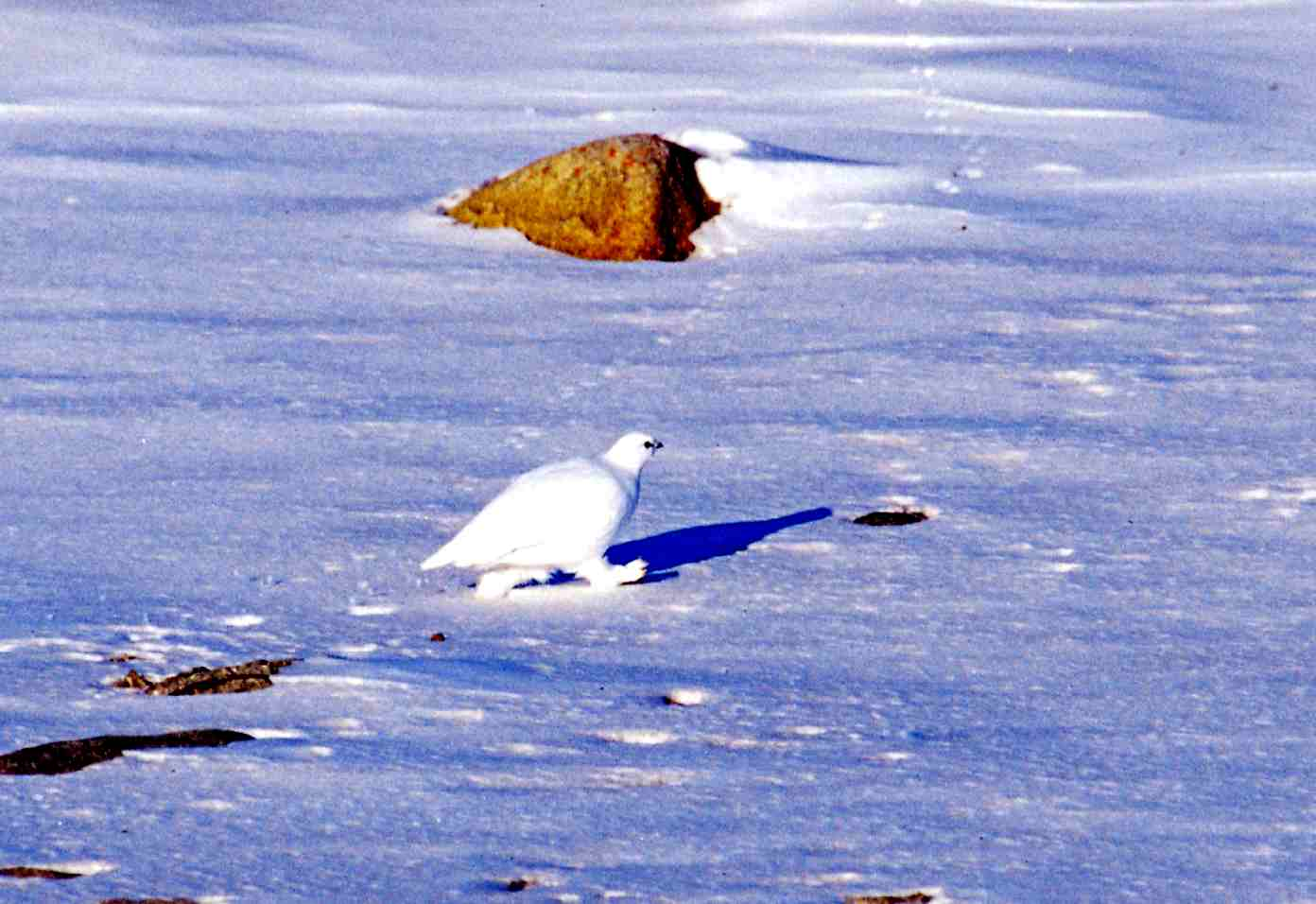
Alpen-Schneehuhn, „Vogel des Territoriums Nunavut“

Für die in den Tundragebieten beheimateten Menschen spielte die Tierwelt eine entscheidende Rolle für das Überleben. Land- und Meerestiere lieferten Nahrung, Kleidung und Ausrüstungsmaterialien. Von Ausrottung durch die Ureinwohner der Arktis war dennoch keine Tierart bedroht; eine solche Bedrohung entstand erst als Folge des Vordringens von „Qallunaat“, also der „Weißen aus dem Süden“.
Von besonderer Bedeutung waren für die Inuit von jeher Karibus und auch Moschusochsen; teilweise gilt das noch heute. Die Gesamtzahl der Karibus ist im Laufe des 20. Jahrhunderts infolge starken Bejagens, vermehrten Auftretens von Wölfen und zunehmender Waldbrände, nicht zuletzt aber auch infolge vermehrter wirtschaftlicher und technischer Aktivitäten enorm zurückgegangen. Schätzte man die Zahl in den 1930er Jahren noch auf über zwei Millionen, so lag sie 40 Jahre später nur noch wenig über einer halben Million.
Ähnliches gilt für die Moschusochsen: Wegen übertriebenen Bejagens – auch durch Inuit – waren die Tiere fast ausgestorben, weshalb 1917 ein Jagdverbot unumgänglich wurde, das erst 1969 wieder vorsichtig gelockert werden konnte; man schätzt den heutigen Bestand auf etwa 15.000 Tiere.
Neben Karibus und Moschusochsen leben in der Tundra Eisbären, arktische Wölfe, Vielfraße, Polarfüchse, Polarhasen, Lemminge und verschiedene Hörnchenarten. Keines dieser Tiere wurde als territoriales Symbol ausgesucht; die gesetzgebende Versammlung wählte vielmehr als „Tier von Nunavut“ den kanadischen Husky (Canadian Inuit Dog, „Inuithund“).
Hinzu kommen riesige Vogelscharen, darunter die selteneren Gerfalken und Wanderfalken; in den Sommermonaten dürften etwa 80 Vogelarten in der Arktis nisten, vor allem auf Bylot Island (Sirmilik-Nationalpark).
Fische treten in nur wenigen Arten auf – vor allem Wandersaiblinge und Pazifische Lachse (Oncorhynchus). Es herrscht jedoch großer Fischreichtum sowohl in den Seen und Flüssen als auch in den Küstenregionen, wo überdies viele Meeressäuger – Wale (Grönlandwale, Weißwale, Narwale) und Robbenarten (Bartrobben, Ringelrobben, Atlantik-Walrosse) – anzutreffen sind.

### Flora

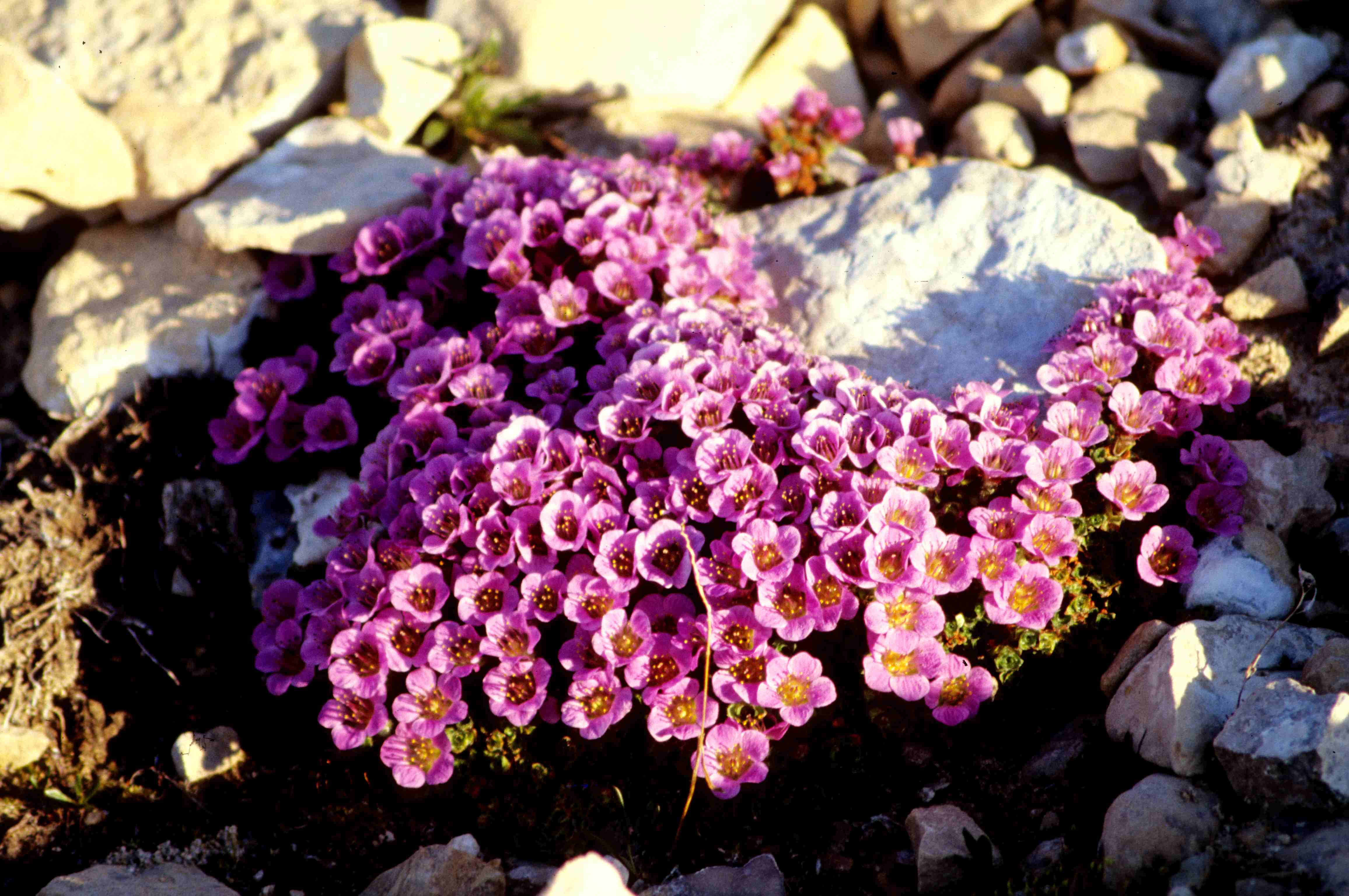
Purpur- oder Gegenblättriger Steinbrech, „Blume des Territoriums Nunavut“

Arktisches Klima, also nur drei Monate währende Sommer mit verhältnismäßig niedrigen Temperaturen und lange Winter mit extremer Kälte und scharfen Winden, dazu ziemliche Trockenheit und Permafrost wirkten sich negativ auf die Entwicklung des Bodens aus. Mineralböden entstanden fast nur an wasserdurchlässigen Abhängen – sog. arktische Braunerden mit geringer Humusschicht. Auf den Ebenen hat sich dagegen vorwiegend flachgrundiger Tundraboden über gefrorenem Untergrund gebildet, auf dem sich im Sommer die Nässe staut und zur Ausbildung von Morast beiträgt. Auch tritt auf weiten Flächen felsiger Untergrund hervor oder bleibt ewiges Eis bestehen.
Unter solchen Bedingungen konnte sich nur verhältnismäßig artenarme Vegetation entwickeln. Die Region westlich der Hudson Bay wird deshalb als „Barrenlands“, unfruchtbares Ödland bezeichnet. Die extreme Kälte verlangsamt Wachstum und Verwesung; bestimmte arktische Flechten vergrößern ihren Durchmesser pro Jahrhundert nur um etwa einen halben Zentimeter, und auch die zur Verwesung notwendigen Bakterien sind in der trockenen Kälte nur sehr eingeschränkt aktiv. Die Vegetationsdichte und -vielfalt nimmt von Süden nach Norden ab. Sind auf dem südlichen Festland noch bunt blühende Pflanzengesellschaften, vor allem aus Gräsern, Schmetterlingsblütlern, Steinbrechgewächsen, zwergwüchsigen Weidengewächsen und Heidekrautgewächsen, zu finden, so gibt es auf der Baffin-Insel und den übrigen nördlichen Inseln nur wenige für höheren Pflanzenwuchs günstige Standorte; Flechten und Moose überwiegen. An südwärts ausgerichteten Hanglagen mit Mineralböden und zeitiger Schneeschmelze wachsen u. a. Löwenzahn, verschiedene Steinbrechgewächse wie der Gegenblättrige Steinbrech (Blume des Territoriums Nunavut), sowie Tragant, Berufkraut, Weiße Silberwurz (Blume der Nordwest-Territorien) und Arktischer Mohn.

## Bevölkerung

### Demographie
Die Zahl der Einwohner von Nunavut betrug im Jahr 2011 genau 31.906 (knapp 1 ‰ der kanadischen Gesamtbevölkerung), davon etwa 25.000 Inuit (rund 85 % der Nunavut-Bevölkerung und rund 50 % aller kanadischen Inuit). Bis zum Zensus 2016 nahm die Einwohnerzahl um 12,7 % auf 35.944 Einwohner zu. Nunavut hat eine Landfläche von 1.877.778 km², etwa 20 % der Fläche Kanadas, und ist damit etwa sechsmal so groß wie Deutschland. Mit einer Bevölkerungsdichte von 0,02 Menschen pro Quadratkilometer ist Nunavut somit eine der am dünnsten bevölkerten Regionen der Erde. Fast alle Einwohner des Territoriums wohnen in nur 25 Gemeinden. Größter Ort ist die Hauptstadt Iqaluit mit 7.740 Einwohnern, zweitgrößter Ort Rankin Inlet mit 2.842 Einwohnern. Zwölf weitere Gemeinden haben über 1.000 Einwohner; drei Siedlungen (Nanisivik, Umingmaktuk, Bathurst Inlet) gelten aktuell als verlassen.
Bevölkerungsentwicklung
- 26.745 – 15. Mai 2001 (Volkszählung)
- 29.992 – 1. Juli 2005
- 29.474 – 16. Mai 2006 (Volkszählung)
- 31.216 – 1. April 2007
- 31.906 – 2. Mai 2011 (Volkszählung)
- 35.944 – 10. Mai 2016 (Volkszählung)

### Lebenserwartung, Krankheiten, Todesursachen

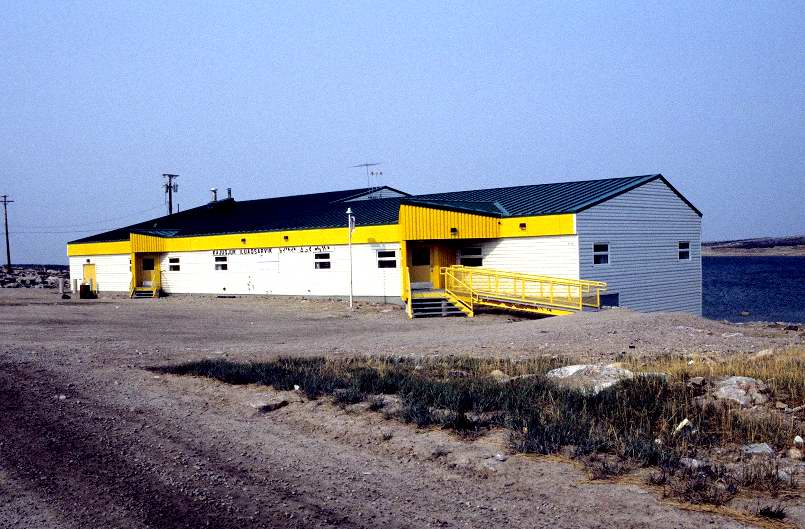
Gesundheitszentrum in der etwa 350 Einwohner zählenden Siedlung Chesterfield Inlet

Über 20 % der Bevölkerung von Nunavut leben deutlich unter dem nationalen Standard. Die Lebenserwartung für ein neugeborenes Kind beträgt in Nunavut 68,5 Jahre, in Gesamt-Kanada 79,7 Jahre (2002). Die Säuglingssterblichkeit ging in den vergangenen Jahrzehnten deutlich zurück, ist aber noch immer etwa dreimal höher als im nationalen Durchschnitt. Der Anteil an Lungenkrebserkrankungen ist vor allem bei Frauen deutlich höher als im übrigen Kanada (etwa fünfmal), an Atemwegserkrankungen sogar etwa siebenmal. 60 % der Bewohner ab zwölf Jahren und älter rauchen (30 % in Gesamt-Kanada), und etwa 75 % der Frauen rauchen auch während der Schwangerschaft. Tuberkulose-Erkrankungen kommen nahezu achtmal häufiger vor (1990) als im nationalen Durchschnitt, Geschlechtskrankheiten bis zwanzigmal häufiger. Alkohol- und Drogenmissbrauch, Gewalt in Familien und Abhängigkeit von Sozialhilfe spielen im Alltag einer größeren Zahl von Inuit eine nicht zu unterschätzende Rolle. Auffällig hoch ist die Suizidrate; seit Jahren ist sie mindestens viermal höher als im übrigen Kanada: Von 1986 bis 1996 lag die Rate durchschnittlich bei 77,9 von 100.000 Einwohnern (Kanada 13,2 von 100.000). Vor allem bei männlichen Personen im Alter von 15 bis 29 Jahren ist die Rate sehr hoch. In den ersten 16 Monaten nach Gründung von Nunavut nahmen sich 34 Bewohner das Leben, 32 waren männlich; im Jahr 2004 betrug die Suizidrate sogar 85,7 pro 100.000 (Gesamt-Kanada 22,7 pro 100.000). Die Gründe für solch hohe Raten sind noch wenig geklärt; genannt werden u. a. Flucht vor Frustration oder körperlichem Schmerz, doch tritt häufig auch das Gefühl persönlichen Versagens hinzu. Die Suizidraten sowie die über dem Durchschnitt liegenden Quoten von körperlicher Gewalt und von Schwangerschaften im Jugendalter werden von Wissenschaftlern mit „sociocultural oppression“ erklärt. Allerdings liegen keinerlei statistische Angaben, sondern nur allgemeine Berichte von Forschungsreisenden (vgl. Kirmayer et al.) darüber vor, wie sich die Inuit in Zeiten vor dem Leben in Siedlungen oder gar vor der engeren Berührung mit der westlichen Zivilisation verhalten haben. Man erhofft sich hierzu Aufschlüsse durch die eingehende Befragung von „Elders“, wobei man sich allerdings auf deren Erinnerungsvermögen verlassen muss, da keine schriftlichen Aufzeichnungen verfügbar sind.
Statistics Canada hat für 2009 in Nunavut folgende Prozentsätze bei den Todesursachen ermittelt: Krebserkrankungen – 26.5 %, Suizid – 13 %, Unfall – 11.1 %, Herzerkrankungen – 6.8 %, Atemwegserkrankungen – 6,8 %, sonstige – 35.8 %. Damit ist die Selbstmordrate ca. achtmal so hoch wie im kanadischen Durchschnitt.

## Städte und Orte
Als City wird nur Iqaluit bezeichnet, alle anderen größeren Ansiedlungen haben den Status eines Weilers (Hamlet).
Die zehn größten Siedlungen in Nunavut hatten nach der kanadischen Volkszählung durch Statistics Canada von 2016 folgende Einwohnerzahlen:
| Ort           | Einwohner | Veränderung |
| ------------- | --------- | ----------- |
| Iqaluit       | 7.740     | + 15,5 %    |
| Rankin Inlet  | 2.842     | + 14,6 %    |
| Arviat        | 2.657     | + 14,6 %    |
| Baker Lake    | 2.069     | + 10,5 %    |
| Cambridge Bay | 1.766     | + 9,8 %     |

| Ort         | Einwohner | Veränderung |
| ----------- | --------- | ----------- |
| Igloolik    | 1.682     | + 15,7 %    |
| Pond Inlet  | 1.617     | + 4,4 %     |
| Kugluktuk   | 1.491     | + 2,8 %     |
| Pangnirtung | 1.481     | + 3,9 %     |
| Kinngait    | 1.441     | + 5,7 %     |

## Geschichte

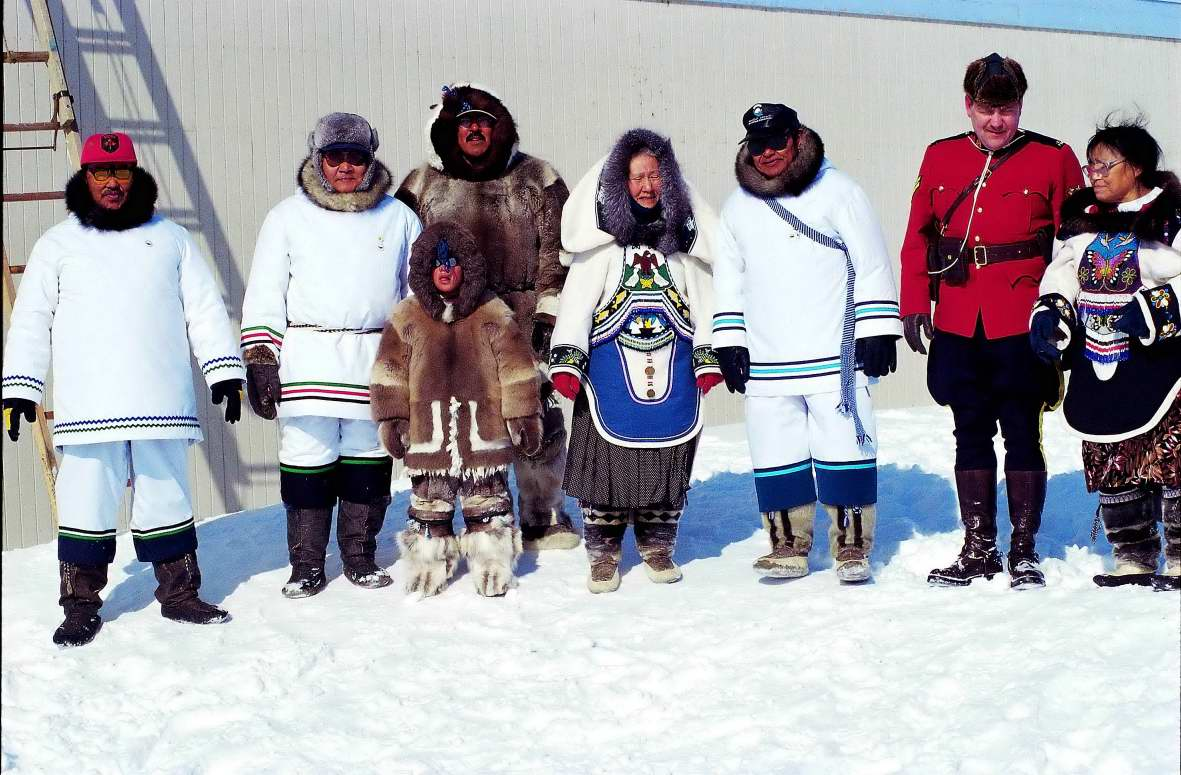
Gründung Nunavuts, Gruppenfoto nach der Flaggenhissung in Cape Dorset (heute Kinngait), 1. April 1999

Nunavut wurde am 1. April 1999 von den Nordwest-Territorien abgetrennt und bildet seither ein eigenständiges Territorium. Obwohl es ein Teil des kanadischen Staates und als Territorium unmittelbar der kanadischen Bundesregierung zugeordnet ist, beruht die Gründung von Nunavut auf der Idee, den Inuit die Möglichkeit zu geben, dieses Gebiet relativ autonom zu verwalten.
Ursprünglich hatten die kanadischen Behörden den Norden des Landes mit überheblichen und nicht selten rüden, allerdings dem damaligen Zeitgeist entsprechenden Methoden wie ein Kolonialgebiet verwaltet und beim Bestreben, die Inuit in ein modernes Kanada einzugliedern, wenig oder nichts von dem berücksichtigt, was den Inuit essentielles Kulturanliegen war. In den 1950er bis 1970er Jahren wurden zahlreiche Kinder – ohne dass die Eltern um Erlaubnis gefragt wurden – in Internate gebracht und kamen nur in den Sommerferien heim. Sie wurden der Inuit-Kultur entfremdet, manche misshandelt oder sexuell missbraucht, viele litten unter schlechter Ernährung, Unterbringung und mangelnder Gesundheitsfürsorge. Die psychischen Folgen dieser Entfremdung von Heimat und Familie wirken bis heute fort. 2008 entschuldigte sich Premierminister Harper bei den Inuit und anderen betroffenen kanadischen Ureinwohnern für diese Praxis.
In den 1970er Jahren kam es dann zu langwierigen Verhandlungen der kanadischen Regierung mit Vertretern der Inuit, die schließlich als Folge eines Plebiszits vom 14. April 1982 die Teilung der Nordwest-Territorien herbeiführten. Weitere Details zur Vorgeschichte sind unter den Stichwörtern Inuit und Inuit-Kultur festgehalten.
Derzeitige Situation im Territorium Nunavut:

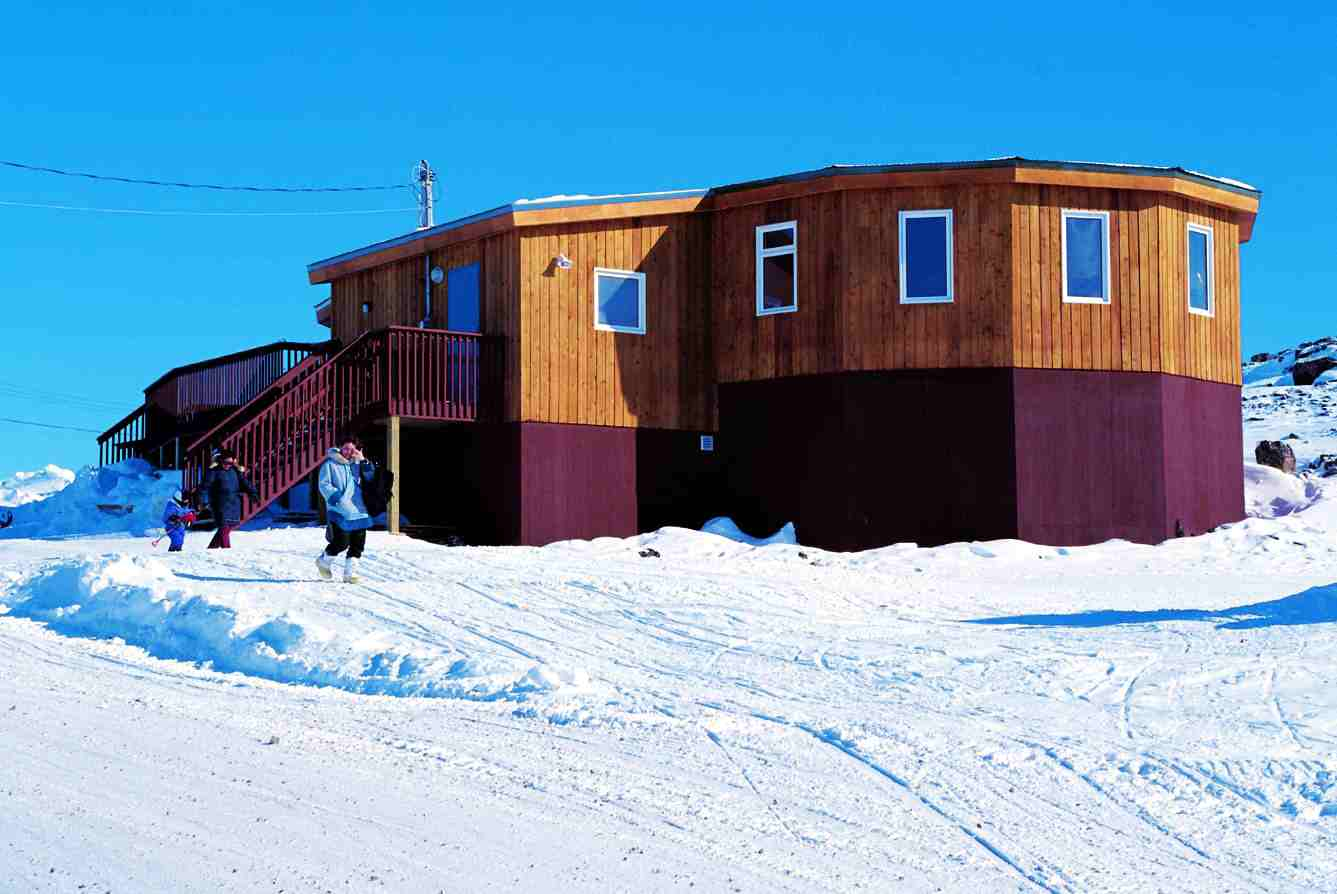
Kindertagesstätte in Kinngait

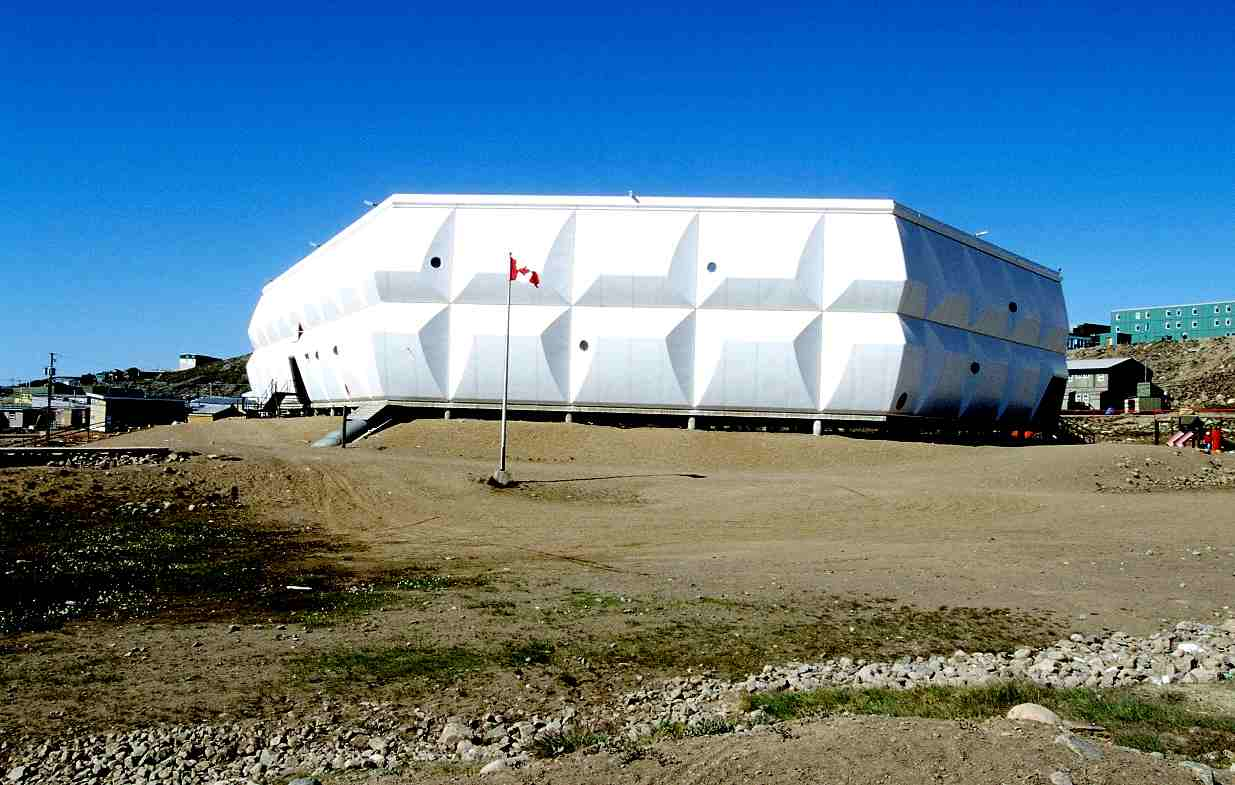
Hochmodernes Gebäude der „Nakasuk School“ in Iqaluit

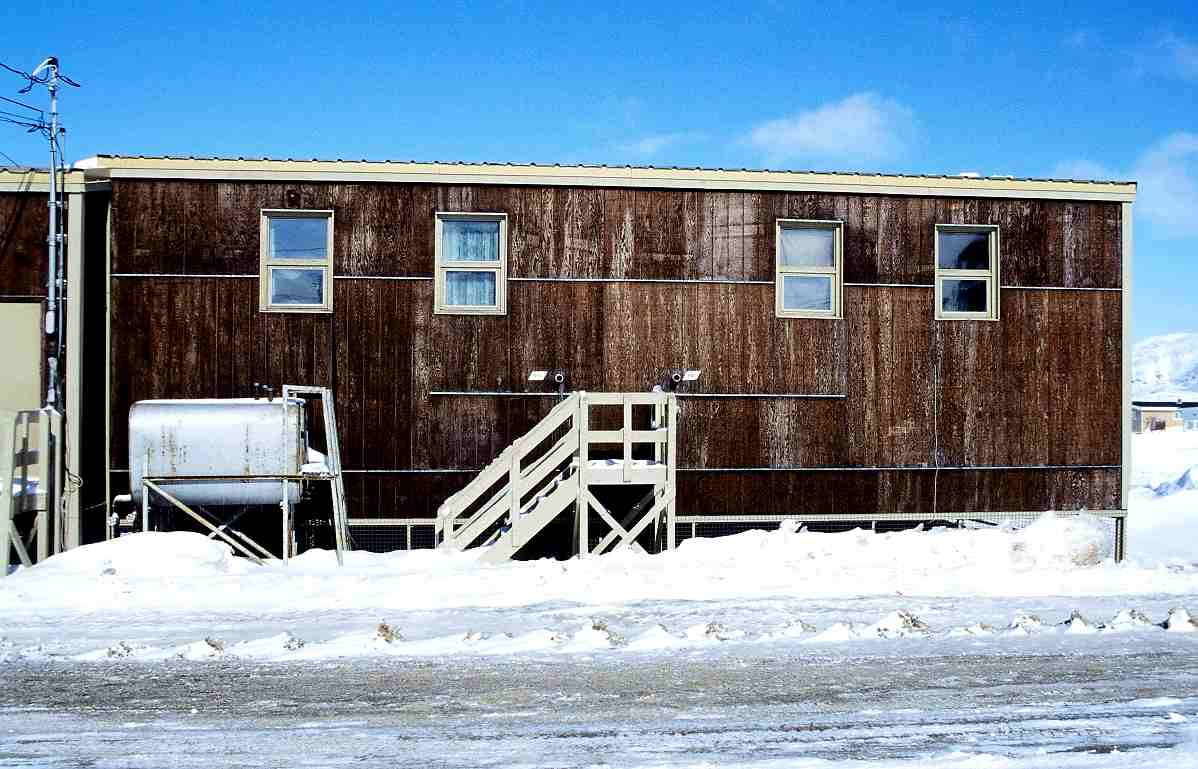
Typisches Wohnhaus in einer Inuit-Siedlung mit Heizöltank und Stutzen für Trink- und Brauchwasser, deren Anlieferung und Abholung durch Tankwagen erfolgt

Die bis Mitte des 20. Jahrhunderts geborenen kanadischen Inuit kamen fast alle noch in Camps zur Welt – während des Winters in Geburts-Iglus, zur Sommerzeit in speziell dafür errichteten Zelten. Der von den Jagdverhältnissen (Vorkommen von Fischen und jagdbaren Tieren) bestimmte Alltag hatte teils nomadischen, teils campgebundenen Charakter. Die heutige, von westlichen Einflüssen bestimmte Lebensweise mit Supermärkten und Fernsehen rund um die Uhr war noch unbekannt. Eine Änderung trat ein, als Schulpflicht und nicht zuletzt auch der Mangel an Jagdwild, verbunden mit vielen Vorzügen modernen Lebens in geschlossenen Ortschaften (Heizung, Strom, Wasser etc.) die Inuit veranlasste, das reine Campleben aufzugeben und in die aus Fertigteilen aus dem Süden errichteten Siedlungen zu ziehen. Allerdings wurde und wird noch immer jede Möglichkeit genutzt, freie Zeit draußen auf dem flachen Land („on the land“) in traditionellem Stil zu verbringen, allerdings dabei auch alle moderne Technik wie Funkgeräte, Motortransportmittel, Gaskocher etc. nutzend. Fax-Geräte und E-Mail, Digitalkameras, das Surfen im Internet setzten sich in Nunavut rascher in größerer Breite durch als in Mitteleuropa.
Frühzeitig wurde von der kanadischen Bundesregierung erkannt, dass für die zuvor ausschließlich von der Jagd (mit Tauschhandel) lebenden Ureinwohner des Nordens Arbeitsbeschaffungsmaßnahmen mit entsprechenden Einkommensmöglichkeiten gefunden werden mussten. So kam es zum Beispiel zu einer breiten Förderung auf dem Inuit-Kunst-Sektor, nachdem die ungewöhnliche künstlerische Begabung vieler ehemals als Jäger tätiger Menschen erkannt wurde. Mit dem Aufbau von Verwaltungsstrukturen eines modernen Industriestaats entstanden ebenfalls viele Arbeitsplätze, die jedoch zunächst mangels Fachkenntnissen nicht mit Inuit, sondern mit „Qallunaat“ (Nicht-Inuit) besetzt werden mussten. Inzwischen, vor allem seit der Etablierung des Territoriums Nunavut, hat sich hier Wesentliches geändert, und die Territorialregierung wird nicht zuletzt an den Erfolgen gemessen, die sie bei der Errichtung und Besetzung von Inuit-Arbeitsplätzen erzielt, denn nach wie vor leben über ein Viertel der Inuit in Nunavut von Sozialhilfe. Die Wirtschaft in einem hochentwickelten Sozialstaat (Kanada) und der Einzug moderner Technik veränderten das Leben der Inuit in extremer Weise, und viele haben auch den rasanten Übergang von traditionellem Leben auf dem Land zur Existenz in einem modernen Staatswesen noch nicht ganz nachvollziehen können. Sie empfinden es als „Leben zwischen zwei Welten“.
Während vor dem Übergang zum Siedlungsleben die Geburten- und Sterbeziffern, vor allem die Rate der Säuglingssterblichkeit, sehr hoch war, hat sich dies aufgrund stark verbesserter medizinischer Versorgung grundlegend verändert. Nunavut besitzt eine vollkommen andere Altersstruktur als der Rest des Landes. Mit der Schaffung von Nunavut sah sich so die Wirtschaft des Landes vor die Herausforderung gestellt, mit wenigen bezahlten Arbeitsplätzen, einem niedrigen Bildungsstand und einem hohen Anteil junger Menschen (1996: rund 60 % der Einwohner unter 25 Jahren im Vergleich mit dem kanadischen Level von 34 %) fertigzuwerden. Die Erhebung von 2001 besagt: Mit 20,6 Jahren ist das Durchschnittsalter der Inuit außerordentlich niedrig, etwa 17 Jahre unter den Nicht-Ureinwohnern Kanadas (37,7 Jahre). 39 % der Inuit-Bevölkerung sind 14 Jahre alt und jünger (Nicht-Ureinwohner Kanadas 19 %), 40 % im Alter zwischen 25 und 64 Jahren (Nicht-Ureinwohner Kanadas 55 %). Die Zahl der 65-jährigen und Älteren wuchs in der Zeit von 1996 bis 2001 um 38 % auf 3 % (Nicht-Ureinwohner Kanadas um 10 % auf rund 12 %). 73 % der 14-jährigen und jüngeren lebten mit zwei Elternteilen (Nicht-Ureinwohner Kanadas 83 %), 25 % mit einem Elternteil (Nicht-Ureinwohner Kanadas 17 %) und 2 % bei anderen Verwandten oder Nicht-Verwandten. Statistisch nicht erfasst ist bei letzteren Zahlen die relativ sehr hohe Adoptionsrate bei den Inuit.
Sowohl das schnelle Anwachsen der Bevölkerung wie die sich verändernde Altersstruktur haben große wirtschaftliche und soziale Folgen. Die Schaffung von Arbeitsplätzen, Wohnraum und Bildungseinrichtungen, die Optimierung der Infrastruktur und die weitere Verbesserung sozialer Einrichtungen (z. B. von Kindertagesstätten und Seniorenheimen) sind Herausforderungen, denen sich die Regierung von Nunavut nach wie vor zu stellen hat.
Obwohl viele Maßnahmen seit den 1950er und 1960er Jahren eine Reihe von Lebenserleichterungen bringen, die im übrigen Kanada längst alltäglich sind, gerieten viele Inuit zugleich in eine für sie völlig neue soziale Abhängigkeit von staatlichen Einrichtungen. Zwar war beispielsweise das Jagen auch früher mit weiten Touren verbunden, doch werden solche jetzt mit modernem Reisegerät (Quad (ATV), Motorboot, Schneemobil) unternommen, die teuer in der Anschaffung und im Unterhalt sind. Arbeitsplätze stehen nach wie vor zu wenige zur Verfügung. Viele Inuit-Arbeitsplätze sind entsprechend der Qualifikation überdies nicht sehr anspruchsvoll und entsprechend niedrig honoriert. Arbeitslosigkeit und mangelnde Qualifikation für höherwertige Aufgaben sind derzeit noch immer die Hauptprobleme von Nunavut, weshalb Qualifizierungsmaßnahmen an vorderster Stelle des Regierungsprogramms stehen. Handwerkliche Ausbildungsberufe sind bislang unbekannt; sehr gefördert wird in neuerer Zeit jedoch die Ausbildung in Mangelberufen wie dem der Krankenschwester. Etliche Inuit, insbesondere die in ihren jeweiligen Kommunen gewählten Ortsvorsteher, verdienen sich als freiwillige Teilzeit-Reservisten ein Zusatzeinkommen im Regiment Canadian Rangers.

## Politische Struktur

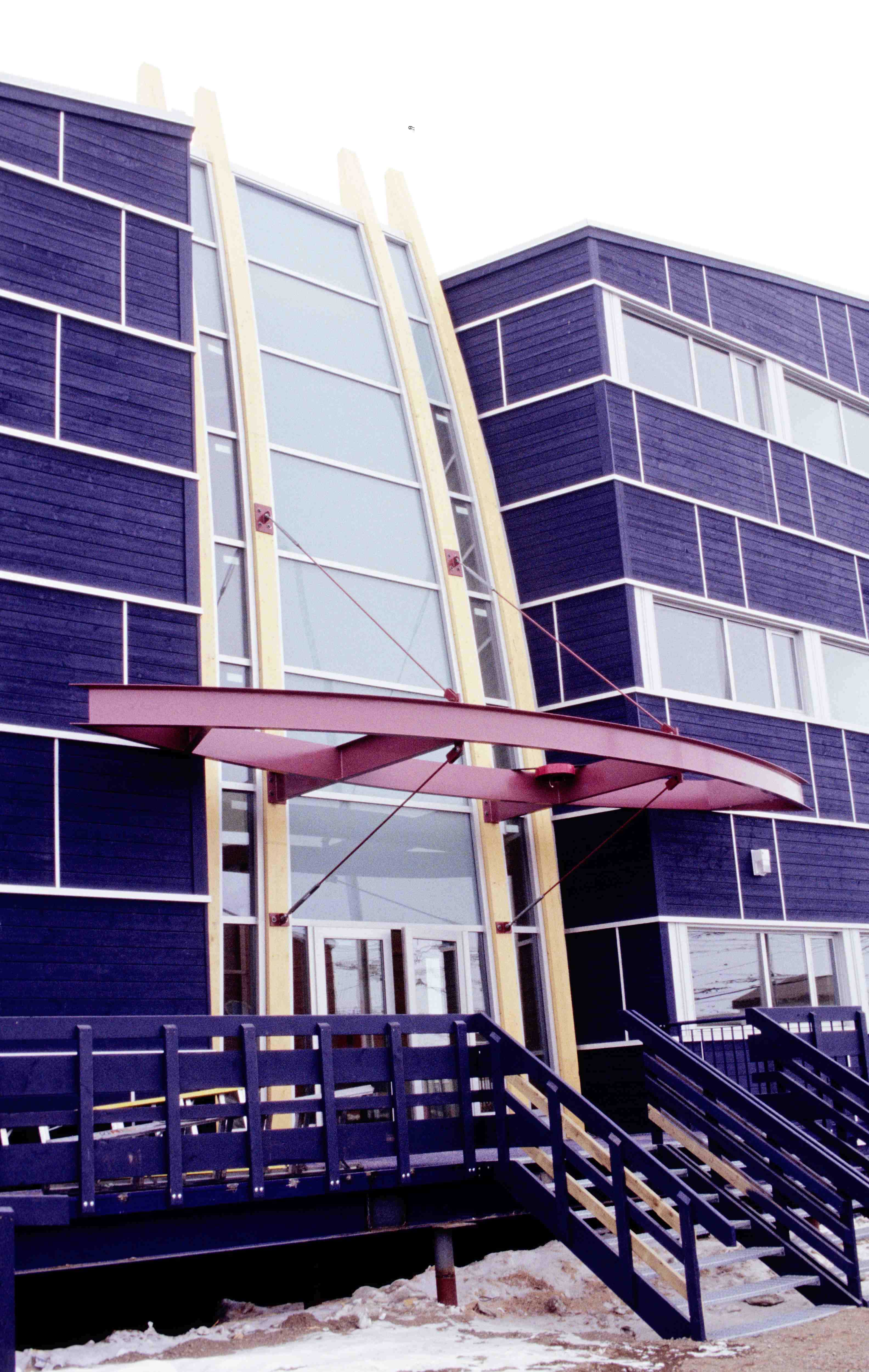
Eingang des Nunavut-Parlamentsgebäudes in Iqaluit

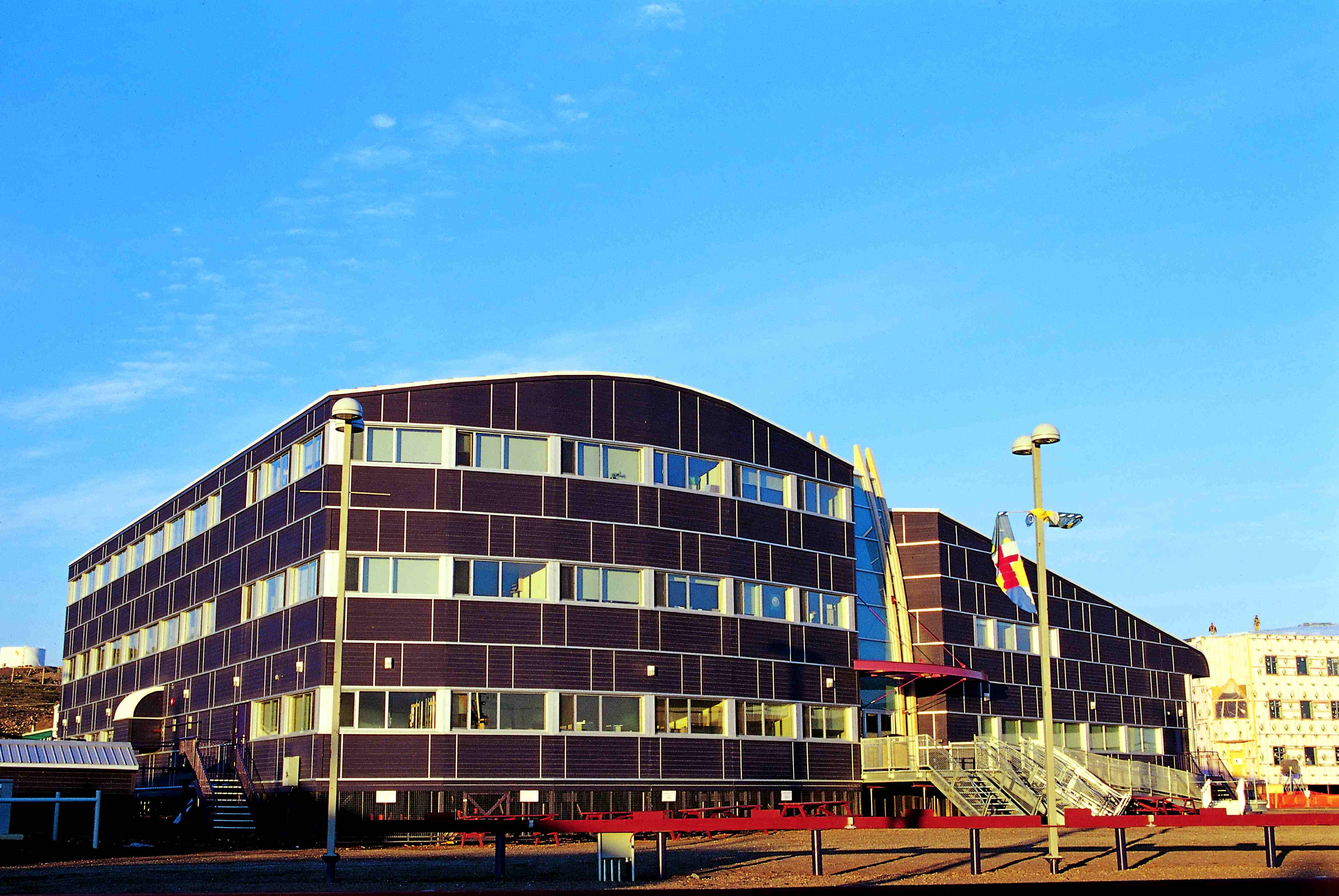
Nunavut-Parlamentsgebäude in Iqaluit

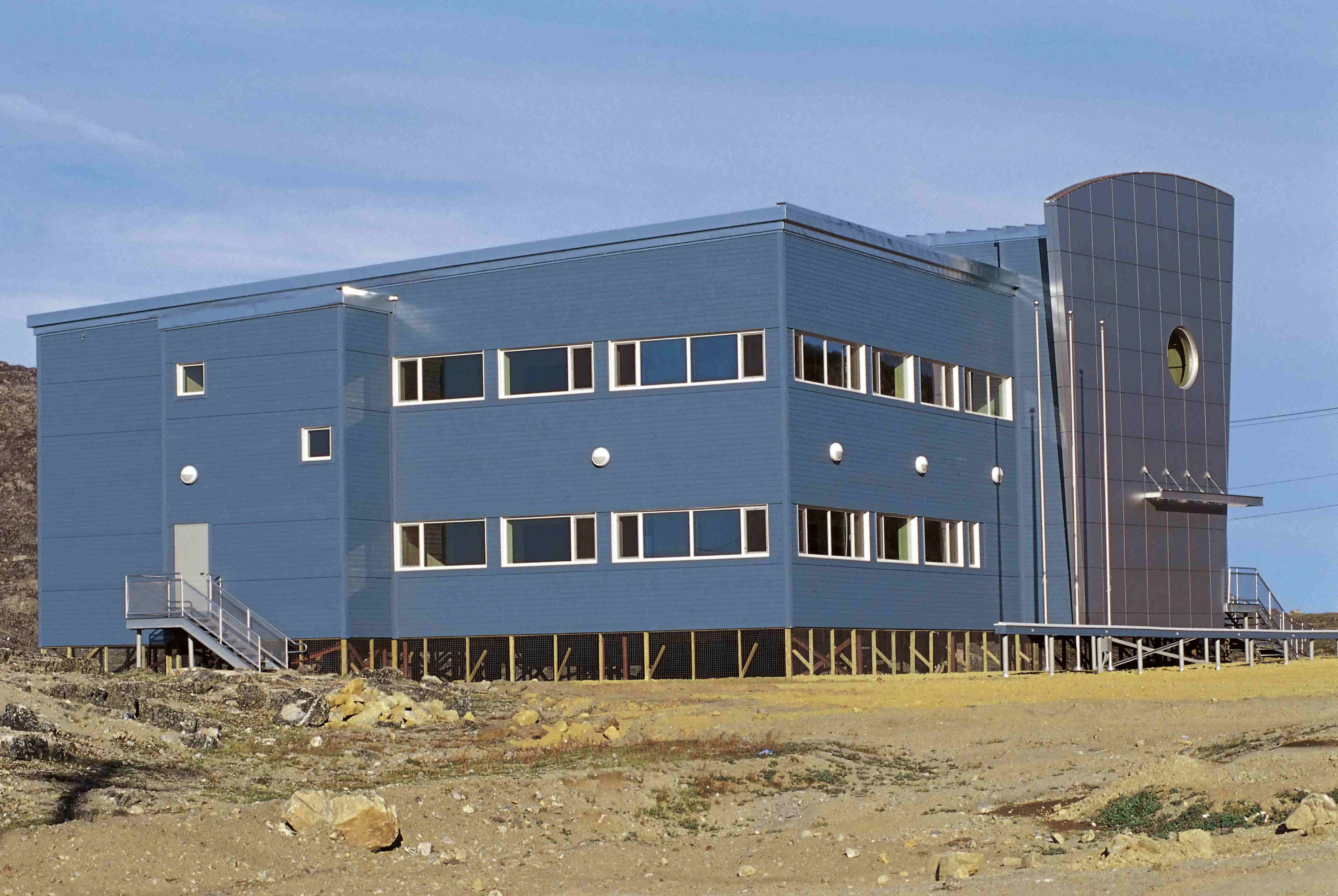
Gebäude der Nunavut-Territorialregierung in Kinngait

Der Kommissar von Nunavut (engl. commissioner) ist das Oberhaupt von Nunavut und Repräsentant der kanadischen Bundesregierung (und indirekt damit des kanadischen Königs Charles III.). Er wird für jeweils fünf Jahre durch die kanadische Regierung berufen. Das Amt ist in erster Linie repräsentativ. Amtsinhaberin ist seit 2020 Rebekah Williams.
Der Premierminister von Nunavut (engl. premier, seit 2021 P.J. Akeeagok) bildet gemeinsam mit acht weiteren Ministern die Territorialregierung. Sie werden in geheimer Wahl von den insgesamt 19 Abgeordneten der 28 Gemeinden des Territoriums Nunavut aus den eigenen Reihen bestimmt. Aus ihrer Mitte wählen die Abgeordneten auch den Sprecher des Parlaments.
Die Wahlen zum Abgeordnetenhaus fanden bis einschließlich 2013 in fünfjährigem Rhythmus statt (1999, 2004, 2008 und 2013), aufgrund gesetzlicher Bestimmungen seit 2017 alle vier Jahre. Die Abgeordneten werden nicht als Repräsentanten von politischen Parteien, sondern als Einzelpersönlichkeiten gewählt. Die Abstimmungen im Parlament erfolgen nach dem Prinzip der Mehrheitsentscheidung. Generell finden die Parlamentssitzungen im Legislative Building in der Hauptstadt Iqaluit statt; um jedoch mehr Volksnähe zu erreichen, wird einmal jährlich außerhalb der Hauptstadt in einer jeweils anderen Gemeinde getagt.
Eine besondere Rolle als Ratgeber in Traditionsfragen spielen die sog. Elders („Älteste“ von Gemeinden), für deren Anwesenheit im Parlamentssaal eigene, mit Robbenfellen verzierte Sitzplätze installiert wurden.

### Verwaltungsgliederung
Um eine seiner räumlichen Größe entsprechende Verwaltungsstruktur zu erhalten, wurde Nunavut in die regionalen Zentren Iqaluit, Cambridge Bay und Rankin Inlet sowie folgende drei zugehörige Verwaltungsregionen gegliedert:
- Qikiqtaaluk (ehemals Baffin) mit dem Hauptort Iqaluit (ehemals Frobisher Bay) und den Siedlungen Arctic Bay, Kinngait, Clyde River, Grise Fiord, Sanirajak, Iglulik, Kimmirut, Nanisivik, Pangnirtung, Pond Inlet, Qikiqtarjuaq, Resolute, Sanikiluaq.
- Kitikmeot (ehemals teilw. Mackenzie) mit dem Hauptort Cambridge Bay und den Siedlungen Bathurst Inlet, Gjoa Haven, Kugaaruk, Kugluktuk, Taloyoak, Umingmaktuk.
- Kivalliq (ehemals Keewatin) mit dem Hauptort Rankin Inlet und den Siedlungen Arviat, Baker Lake, Chesterfield Inlet, Coral Harbour, Repulse Bay, Whale Cove.

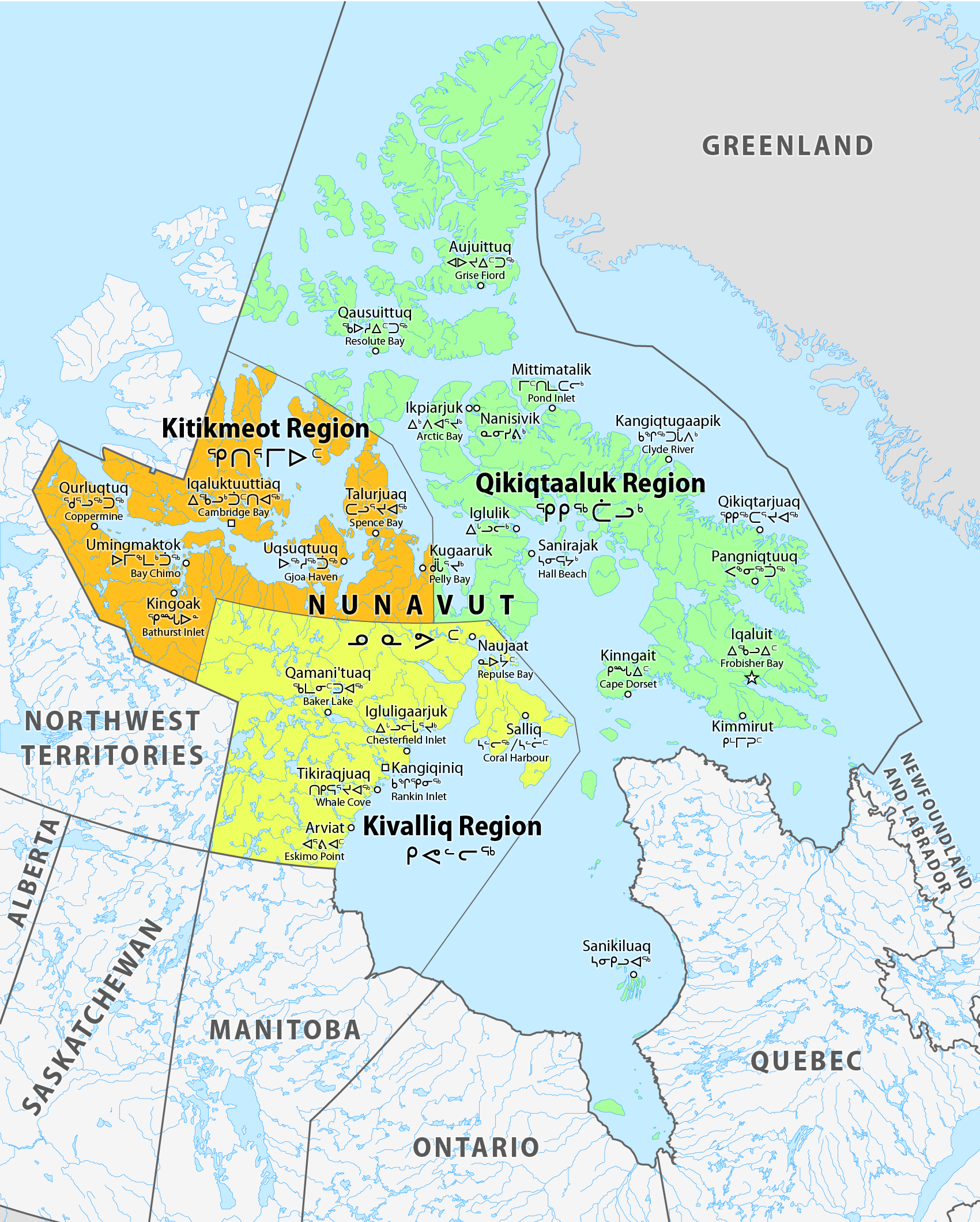
Regionale Gliederung Nunavuts

| Region (früherer Name)       | Inuktitut   | Hauptort      | Fläche (km²) | Bevölkerung (Zensus 2016) | Anzahl Gemeinden |
| ---------------------------- | ----------- | ------------- | ------------ | ------------------------- | ---------------- |
| Qikiqtaaluk (Baffin)         | ᕿ ᑭ ᖅ ᑖ ᓗ ᒃ | Iqaluit       | 989.879,35   | 18.988                    | 14               |
| Kitikmeot (teilw. Mackenzie) | ᕿᑎᕐᒥᐅᑦ      | Cambridge Bay | 443.277,47   | 6.543                     | 7                |
| Kivalliq (Keewatin)          | ᑭᕙᓪᓕᖅ       | Rankin Inlet  | 444.621,71   | 10.413                    | 7                |
| Nunavut                      | ᓄᓇᕗᑦ        | Iqaluit       | 1.877.778,35 | 35.944                    | 28               |

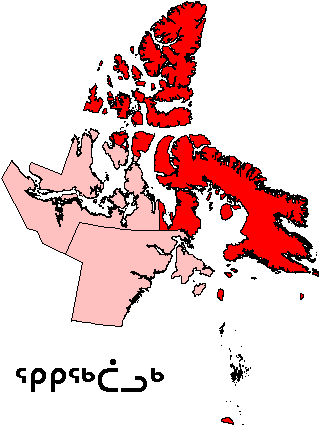
Qikiqtaaluk
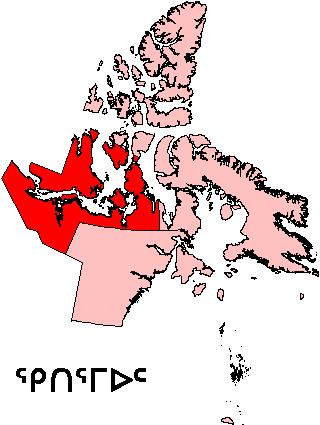
Kitikmeot
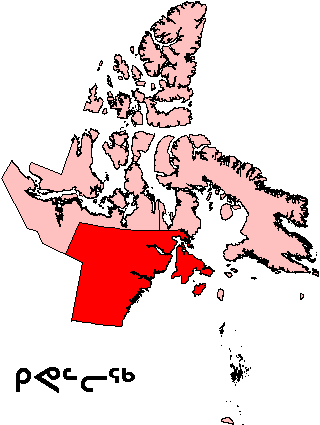
Kivalliq

Dem Ziel folgend, nicht nur in der Hauptstadt Iqaluit Arbeitsplätze zu schaffen und zugleich die Regierung der Bevölkerung näher zu bringen, wurde darüber hinaus ein sehr anspruchsvolles und auch aufwändiges Dezentralisationsprogramm beschlossen, an dem zehn der 28 Gemeinden beteiligt sind. Zwar verblieben die Kernaufgaben der Ministerien in Iqaluit, doch wurden vielerlei Ministeriums- und Kommissionsaufgaben und damit auch mehr als 400 Arbeitsplätze dezentralisiert, was den Neubau einer Reihe von Verwaltungsgebäuden und Unterkünften erforderlich machte.

### Statistische Gliederung
Die verwaltungsmäßige Gliederung der Provinz hat Statistics Canada auch für seine statistische Gliederung in Census Divisions übernommen.

### Nord-Strategie der kanadischen Regierung
Kanada versteht seine Ausgaben für sein nördlichstes Territorium als politisch notwendige Staatsaufgabe: Zum einen will die kanadische Regierung durch die Unterstützung von Nunavut ihre Verpflichtung gegenüber den Ureinwohnern als kanadische Bürger zum Ausdruck bringen und tatkräftig unterstreichen; zum anderen macht Kanada hierdurch seine Gebietsansprüche nach innen und außen deutlich.
Auch 2008 stand der kanadische Norden laut Erklärung des damaligen kanadischen Premierministers Stephen Harper wie zuvor an vorderster Stelle auf der politischen und wirtschaftlichen Prioritätenliste der kanadischen Regierung: Vor allem sollen die Souveränität der kanadischen Arktis weiterentwickelt und die empfindliche Umwelt in der Arktis geschützt, die wirtschaftliche und soziale Entwicklung vorangetrieben und den Einwohnern im Norden mehr Kontrolle über ihr wirtschaftliches und politisches Schicksal gegeben werden, nicht zuletzt unter Wahrung ihrer traditionellen Werte.
Offenbar handelte es sich bei diesen Zusagen aber vor allem um Wahlkampf-Versprechen. In Nunavut ist man eher enttäuscht von der Entwicklung der letzten Jahre, insbesondere was die Unterstützung für den Bau eines Hafens betrifft. Nunavut hat die längste Küstenlinie aller kanadischen Provinzen und Territorien, aber keinen Hafen. Das erschwert die Entladung von Schiffen sehr – alles muss in kleinen Booten an Land gebracht werden, auch ganze Fertighäuser in Einzelteilen. Dies dauert lange und ist gefährlich – es gab bereits einen Todesfall durch einen umgefallenen Container. Die Dieseltanks werden von Schiffen aus mit Schläuchen betankt – würde ein Schlauch reißen, gäbe es eine verheerende Ölpest.
Für die permanente Raumüberwachung ist der kanadische territoriale Großverband Canadian Rangers zuständig. Dieser wird durch meist einheimische Ortskräfte gebildet.

## Wirtschaft

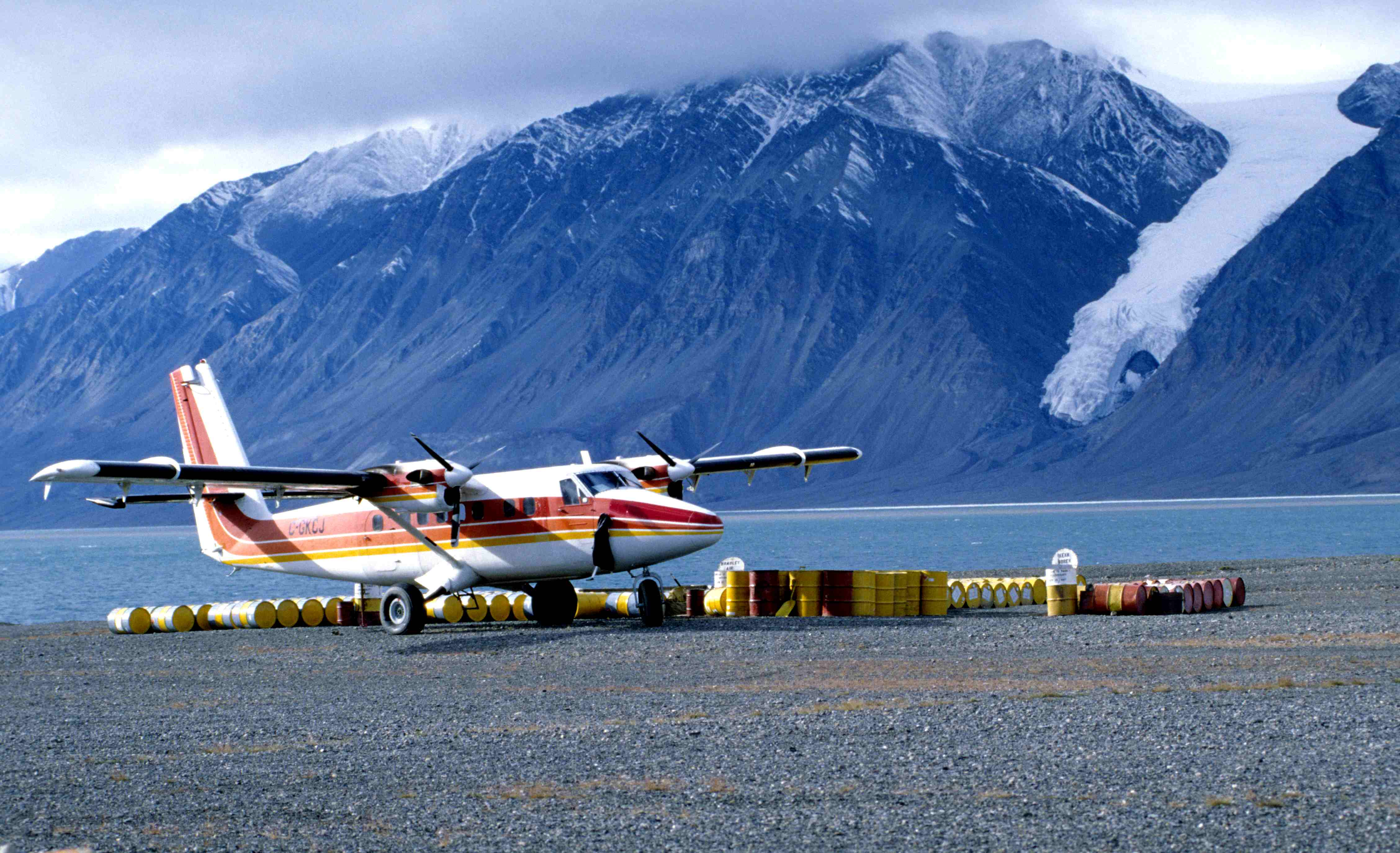
“Twin Otter” am Tanquary Fiord (Quttinirtaaq-Nationalpark auf der Ellesmere-Insel, im Hintergrund die „Hand Gottes“, der Gull-Gletscher) – ein Beispiel für Forschung, Tourismus und Infrastruktur in Nunavut

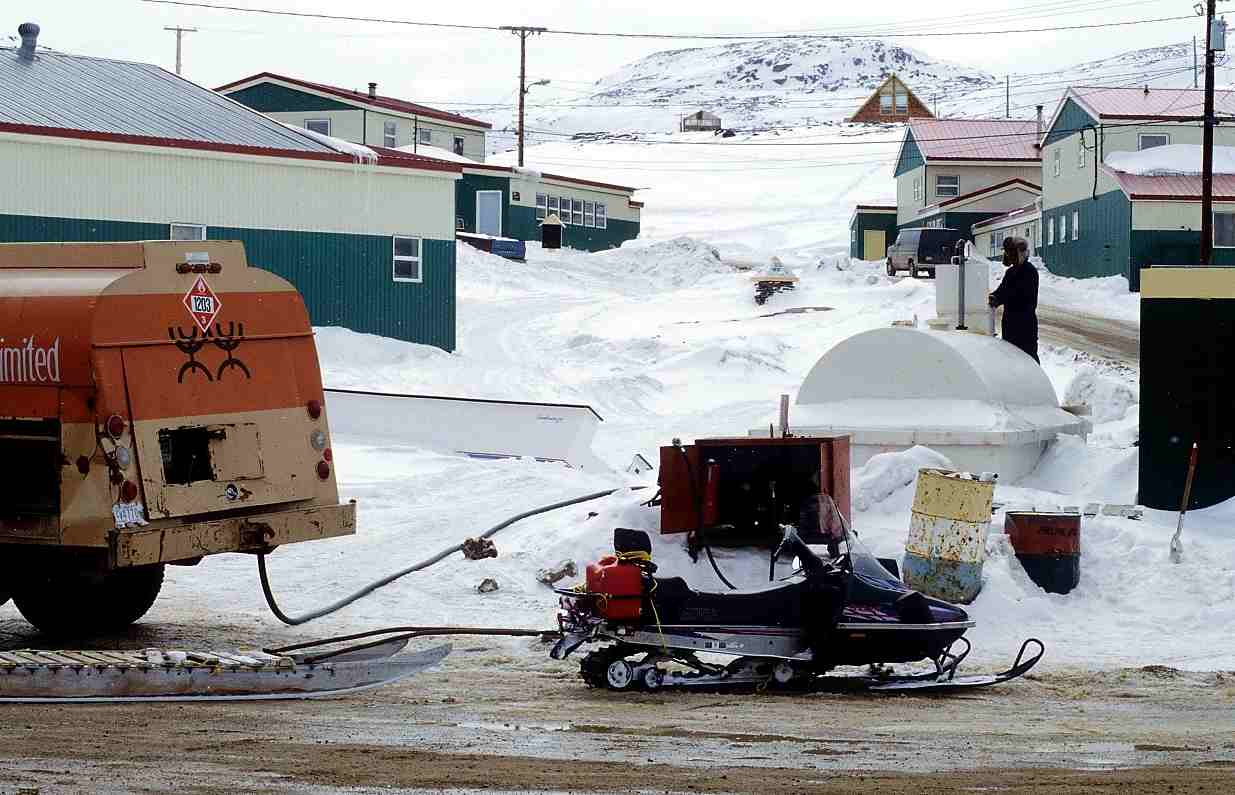
Benzin-Tankstelle in Kinngait

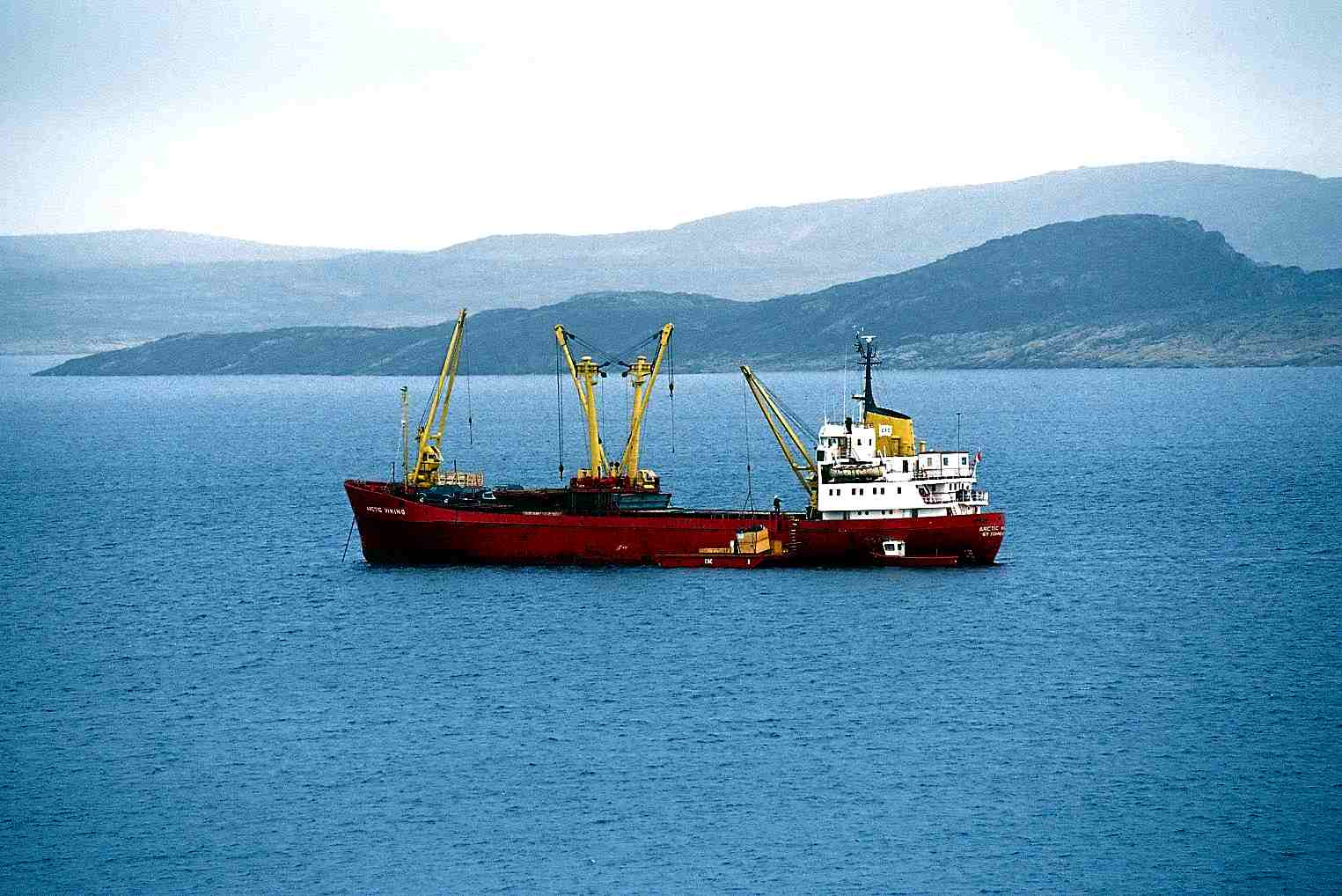
Versorgungsschiff, das in den Sommermonaten Inuit-Siedlungen mit sperrigen Gütern beliefert (z. B. Baufertigteile, Trucks, Motorboote, Nahrungsmittelgroßgebinde)

Nunavut ist im Besitz bedeutender Vorkommen von Bodenschätzen wie Eisen, Blei, Silber, Zink, Erdöl und Erdgas, neuerdings auch Diamanten, deren Abbau der Wirtschaft und damit wachsendem Wohlstand des Territoriums zugutekommen sollen. Volkswirtschaftliches Entwicklungspotential wird deshalb vor allem im Erschließen von Rohstoffquellen und Gewinnen von Bodenschätzen gesehen. Allerdings kommen die Erlöse bislang nicht dem Territorium zugute, sondern multinationalen Konzernen und dem kanadischen Staat. In Zukunft soll auch verstärkt in die Tourismusbranche investiert werden. Dabei wissen die Verantwortlichen allerdings auch, dass sie zur Entwicklung Nunavuts Maßnahmen ergreifen müssen, deren Auswirkungen auf die arktische Umwelt noch keineswegs abzuschätzen sind.
Eine bedeutende Rolle für die Wertschöpfung spielen auch Inuit-Kunst und Inuit-Kunsthandwerk; die Produkte werden weltweit gekauft. Trotz der vorhandenen wirtschaftlichen Ressourcen herrschen zum Teil Hunger und Armut.
Die Mehrheit der Inuit lebt verstreut an den Küsten und nicht in den größeren Siedlungen. Dort ist die subsistenzorientierte Jagd auf Meeressäuger (mit Kajaks oder Umiaks), aber auch auf Fisch und Schalentiere nach wie vor eine wichtige Komponente für den Lebensunterhalt. Auch Karibus zur Herstellung von Kleidung werden weiterhin erlegt. Die traditionelle Jagd ist zudem ein grundlegender Bestandteil der sozialen Beziehungen unter den Menschen. Insofern ist eine nachhaltige Bewirtschaftung der natürlichen Ressourcen und der Zugang zu den Fanggründen von essentieller Bedeutung für die Stabilität und Erhaltung der Inuitkultur. Die Jagd wird allerdings durch eine zunehmende Abhängigkeit von modernen Gütern wie Gewehren, Munition und anderen Ausrüstungsgegenständen immer schwieriger, denn zu deren Anschaffung ist Geld und demnach marktwirtschaftliche Tätigkeit erforderlich. Seit 2012 protestiert die Selbsthilfeorganisation „Feeding my Family“ – unter anderem mit einem Boykott der North West Company-Läden, denen sie Bereicherung an den Hilfsleistungen für die Inuit vorwirft – gegen die „Almosenpolitik“ der kanadischen Regierung. Die Nunavut Tunngavik Inc. (gesetzlich legitimierte Vertretung der Indigenen in Nunavut) fordert daher finanzielle Hilfen für die traditionelle Subsistenzjagd bzw. zur Anschaffung der erforderlichen Ausstattung.
Daneben besteht die Möglichkeit, durch freiwilligen Dienst in den kanadischen Streitkräften im Regiment Canadian Rangers ein geringes Einkommen zu erwirtschaften, was eine bedingte Unabhängigkeit von der Sozialhilfe ermöglicht, aber vor allem hohes soziales Prestige einbringt.

## Finanzielle Situation

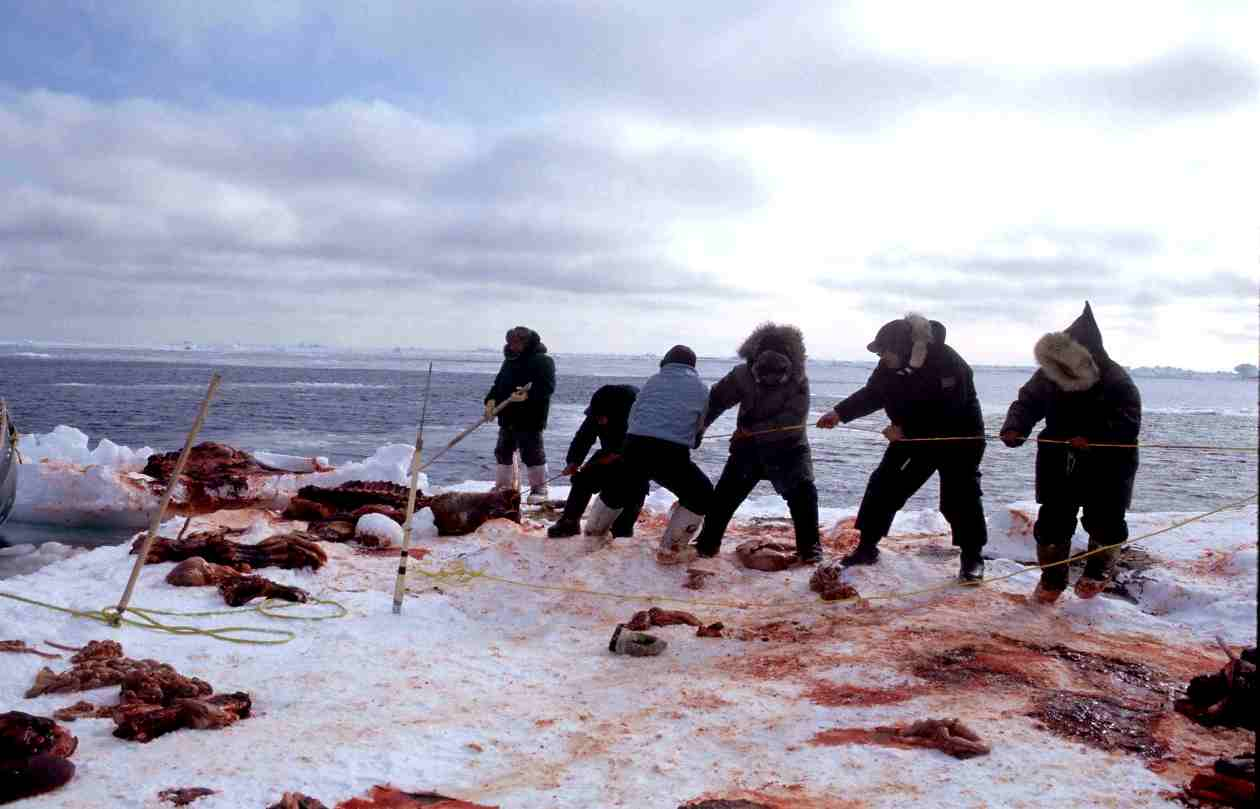
Walrossjagd auf traditionelle Weise

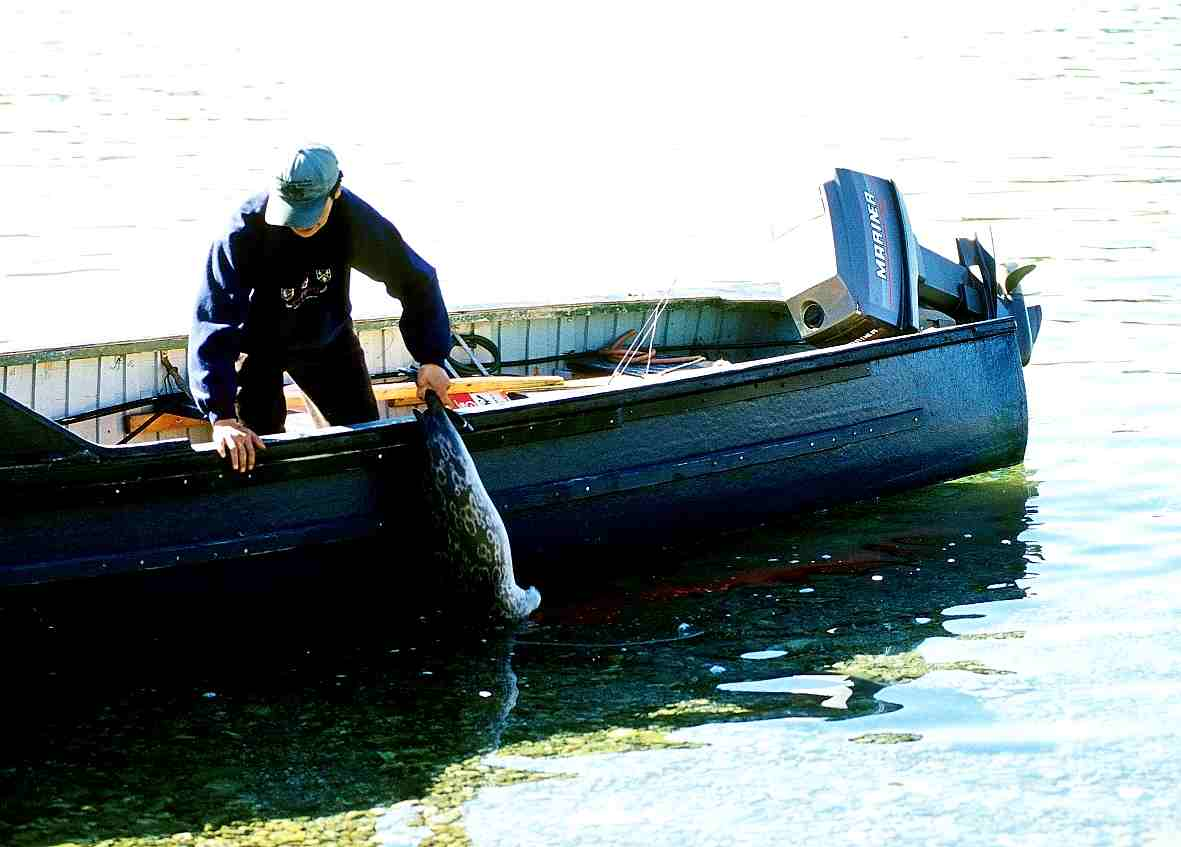
Ringelrobbenjagd

Wandersaiblingsfang

Im Vergleich mit dem industrialisierten Süden Kanadas ist der private Wirtschaftssektor in Nunavut noch wenig entwickelt, der Steueranteil des Territoriums zur Haushaltsfinanzierung des Landes ist daher gering.
Bis 1970 war die Robbenjagd der bedeutendste wirtschaftliche Faktor auf dem Gebiet von Nunavut. Importverbote von Meeressäugerprodukten in Europa und den USA in Verbindung mit Aktivitäten von Tierrechtsgruppierungen führten zum Verlust von zwei Millionen Dollar Jahreserlösen und den damit verbundenen Arbeitsplätzen, was die Verstärkung sozialer Probleme zur Folge hatte.
Nunavut verfügt in mehreren Regionen über reiche Vorkommen von Blei, Zink, Gold und Diamanten, deren Abbau zunehmend finanzielle und arbeitsmarktpolitische Bedeutung für das Territorium gewinnt. Schon 1999 leistete der Bergbau einen Beitrag von ca. 130 Millionen $ zum Bruttoinlandsprodukt des Territorialgebiets. Die Zahl der Arbeitsplätze betrug rund 500; allerdings waren seinerzeit etwa 85 % hiervon infolge mangelnder Qualifikation der Inuit mit nicht-einheimischen Arbeitskräften besetzt.
Die Tourismusbranche erwirtschaftete bereits 1999 knapp 36 Millionen $ (rund fünf Prozent des Bruttoinlandsprodukts) mit inzwischen steigender Tendenz.
Auch die Fleisch- und Fischwirtschaft lässt Wirtschaftswachstum erwarten. Statistics Canada schätzte die Größenordnung kommerzieller Jagd-, Fallen- und Fischereiaktivitäten für 1999 auf knapp acht Millionen $ ein und sieht hierin eine wachsende Quelle von Einkommen und Beschäftigung.
Einen bedeutenden Teil des Bruttoinlandsprodukts nimmt der Sektor Inuit-Kunst und -Kunsthandwerk ein. Offiziellen Angaben zufolge wurden hiermit mehr als 20 Millionen $ erwirtschaftet, von denen mehr als 30 % (über sechs Millionen $) Nunavut zuflossen. Die realen Zahlen werden als wesentlich höher eingeschätzt, da viele Inuit unmittelbar an Kunstinteressenten verkaufen und diese Beträge sich offiziellen Erhebungen entziehen.
Als die erste vertraglich vereinbarte Zahlung der kanadischen Regierung an das Territorium Nunavut veröffentlicht wurde, schien diese mit 610 Millionen $ für eine legislative Verwaltung von knapp 30.000 Menschen unverhältnismäßig hoch, und im fünften Jahr hat sich die Subvention sogar auf 666 Millionen $ erhöht. Über 90 % des Haushalts von Nunavut kommen noch immer von der kanadischen Zentralregierung; Nunavut bringt also nur weniger als zehn Prozent seiner staatlichen Ausgaben selbst auf.

## Verkehr
Das Straßennetz von Nunavut besteht überwiegend aus Schotterwegen und nur in den Wintermonaten befahrbaren Eisstraßen. Die einzige grenzüberschreitende Eisstraße in Nunavut, die insgesamt 600 km lange Tibbitt to Contwoyto Winter Road dient zur Versorgung von Bergbaubetrieben und wird privat betrieben. Nur ungefähr 150 km der Straße verlaufen in Nunavut, der Rest in den Nordwest-Territorien. Sie beginnt an einem Diamantenabbaubetrieb, Jericho Diamond Mine, am Ufer des Contwoyto Lake und führt über den dann zugefrorenen See an einem zu Kinross Gold gehörenden, mittlerweile stillgelegten Goldabbaubetrieb, Lupin Mine, vorbei zu den Nordwest-Territorien, wo sie am Tibbitt Lake endet, etwa 70 km östlich von Yellowknife. Den geografischen Verhältnissen des Territoriums entsprechend verfügt das Land über ein weit verzweigtes Flugnetz; alle Siedlungen und selbst entlegene Forschungsstationen u. Ä. besitzen Flugzeuglandemöglichkeiten.

## Kultur

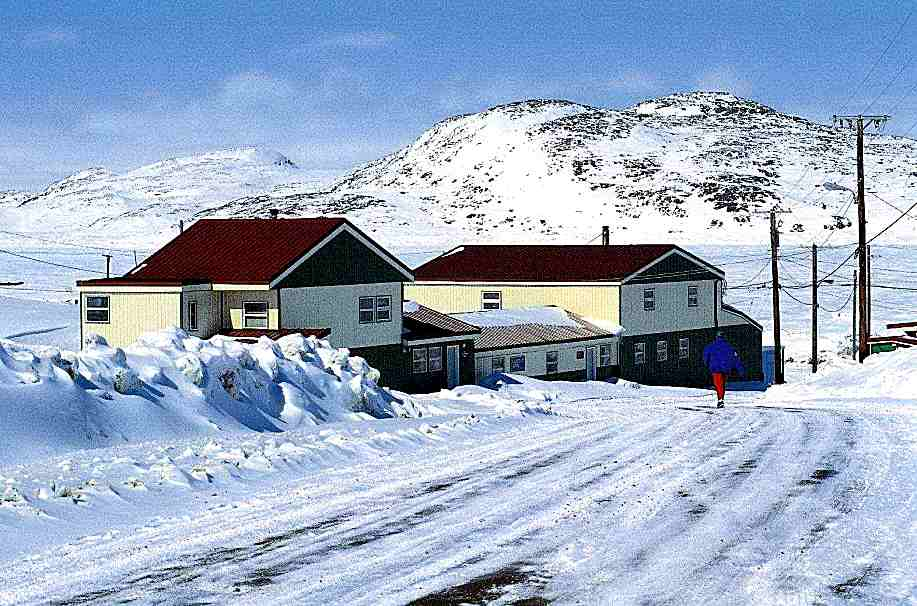
Gebäudekomplex in Kinngait, in dem künstlerische Grafik gedruckt wird

Websaal, in dem künstlerisch gestaltete Wandteppiche in Pangnirtung hergestellt werden

Tradition und Hochhalten tradierter Werte werden in Nunavut auf besondere Weise gefördert, unter anderem auch dadurch, dass zwei Ministerien für (allerdings unterschiedliche) Kulturfragen verantwortlich sind:
- Ministerium für Erziehung und das Nunavut Arctic College;
- Ministerium für Kultur, Sprache, Älteste und Jugend.

Die Entscheidung der kanadischen Bundesregierung, den Inuit ein selbst verwaltetes Territorium zu überantworten, ist unter diesem Aspekt als bedeutender kulturpolitischer Schritt zu werten.
Im Territorium Nunavut gelten vier Amtssprachen: Neben den in ganz Kanada offiziellen Sprachen Englisch und Französisch sind dies die Sprachen Inuktitut und Inuinnaqtun.
Wichtige politische Führungspositionen sind mit Inuit besetzt, das ist ebenfalls ein Ausdruck des Bestrebens, die überkommene Inuit-Kultur zu fördern und zu pflegen.
Zwar gilt generell kanadisches Recht, doch gibt es auch auf diesem Sektor erfolgreiche Bestrebungen, traditionelles Rechtsempfinden der Inuit und tradierte Resozialisierungsmaßnahmen in die Rechtsprechung einzufügen und zu praktizieren. Zudem werden immer häufiger Polizeiaufgaben auf Inuit übertragen, wodurch ebenfalls kulturelle und traditionelle Gegebenheiten besser gewahrt werden.

## Sport
Sportler aus dem Territorium nehmen regelmäßig an den Arctic Winter Games teil, neben Athleten aus dem Nordwest-Territorien und dem Yukon sowie Nunavik und Nord-Alberta. Auch beteiligen sich Athleten aus Alaska und Grönland an diesen Spielen.